# Escalade (Genève)
Pour les articles homonymes, voir Escalade (homonymie).
La bataille de l’Escalade (ou nuit de l'Escalade) est le nom donné à un événement historique militaire lié à la ville de Genève. Elle désigne la tentative infructueuse de prise d'assaut des fortifications de la république protestante de Genève par le catholique duc de Savoie Charles-Emmanuel Ier  qui lança ses troupes dans la nuit du 11 au 12 décembre 1602 selon le calendrier julien (21 au 22 décembre selon le calendrier grégorien). Cette victoire est commémorée à Genève chaque année le 12 décembre.
L'Escalade doit son nom à la tentative d'escalade, par les Savoyards, des murailles de la ville fortifiée au moyen d'échelles en bois démontables. Sa célébration annuelle donne lieu à toutes sortes de manifestations populaires (course, cortèges, marmite en chocolat) et fait partie des traditions vivantes de Suisse.

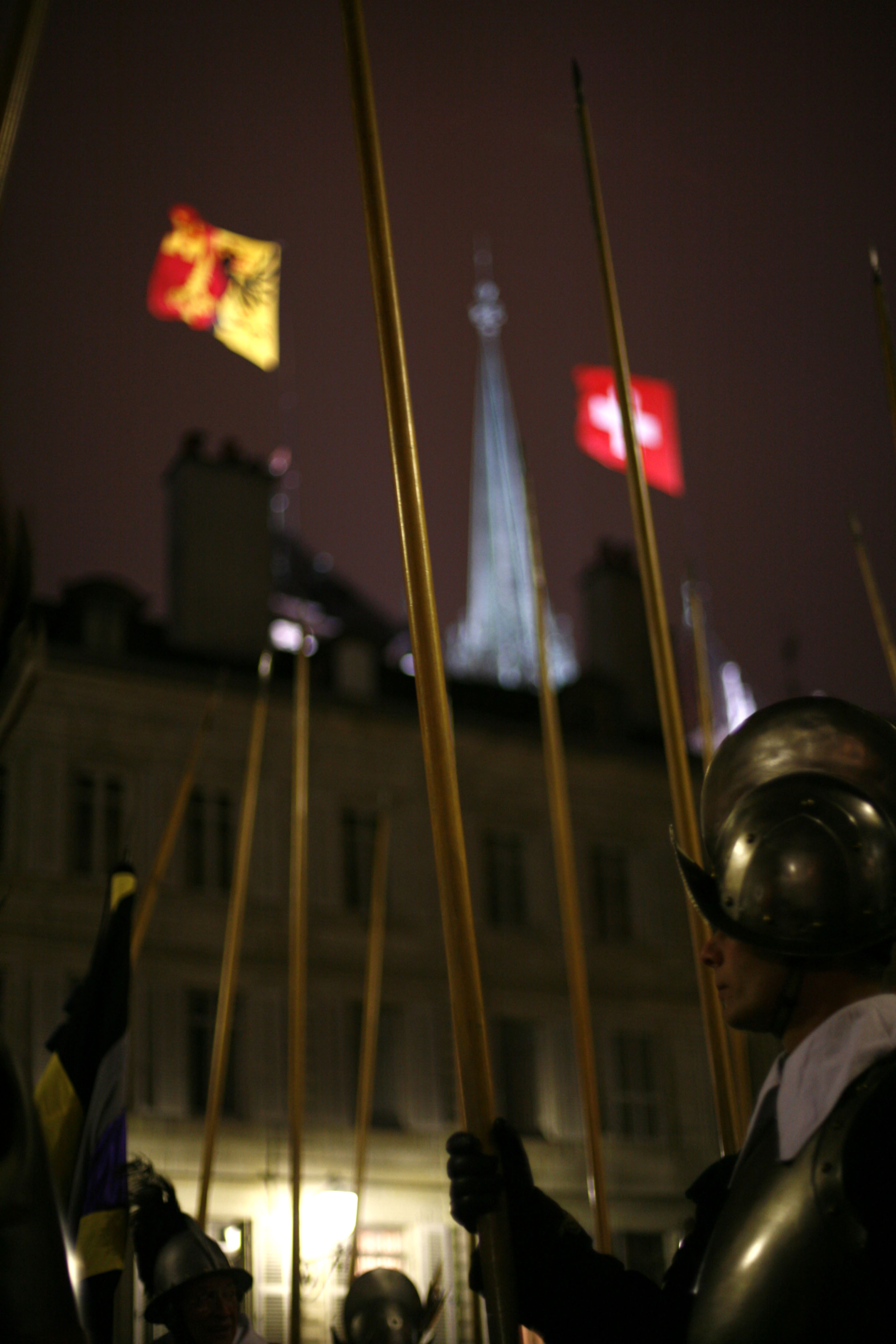
Cortège historique dans la nuit du 10 décembre 2005.

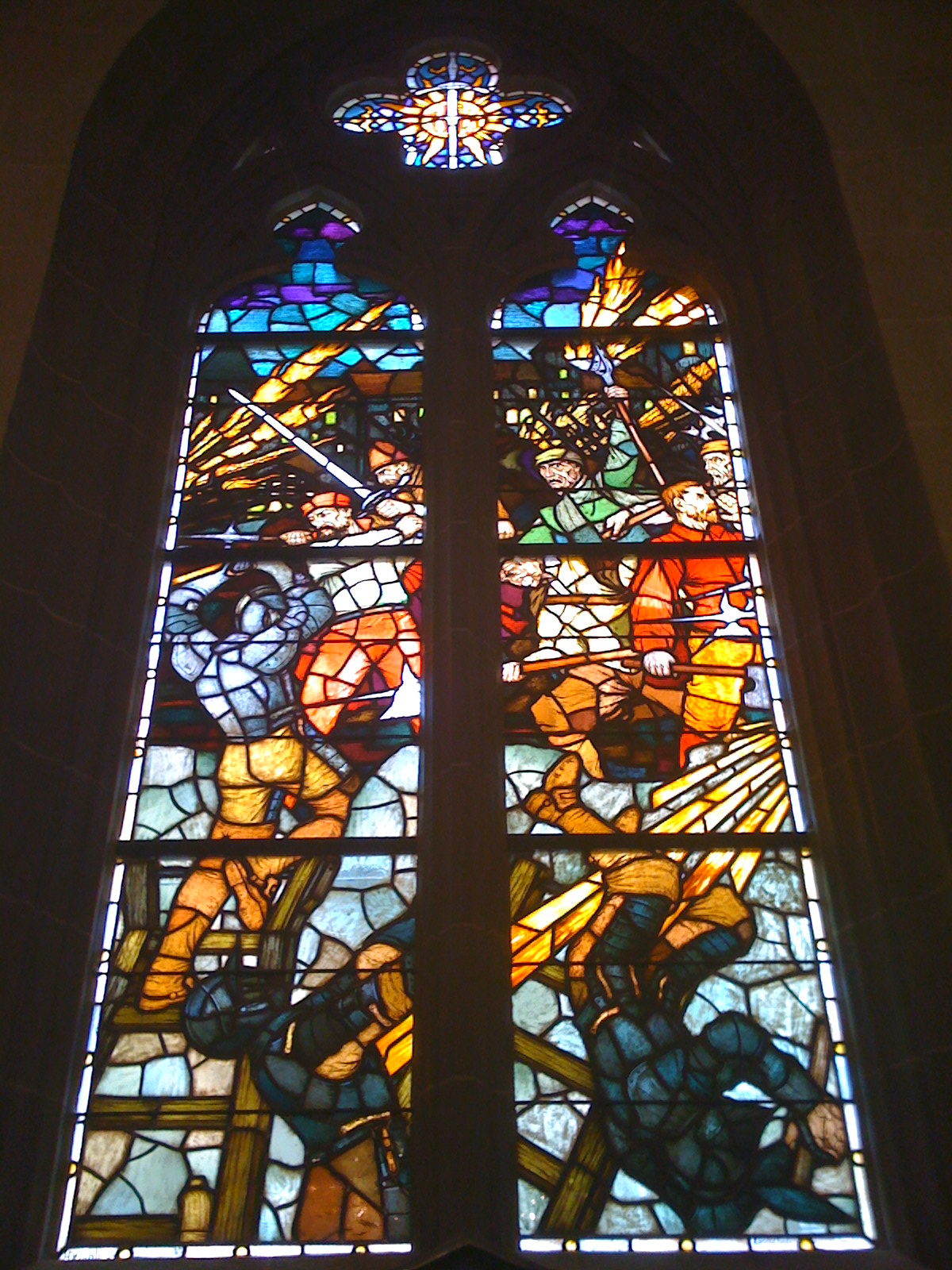
Vitrail de L'Escalade, Temple de Saint-Gervais.

## Contexte historique
Pour des articles plus généraux, voir Histoire de Genève et Histoire de la Savoie de 1416 à 1792.

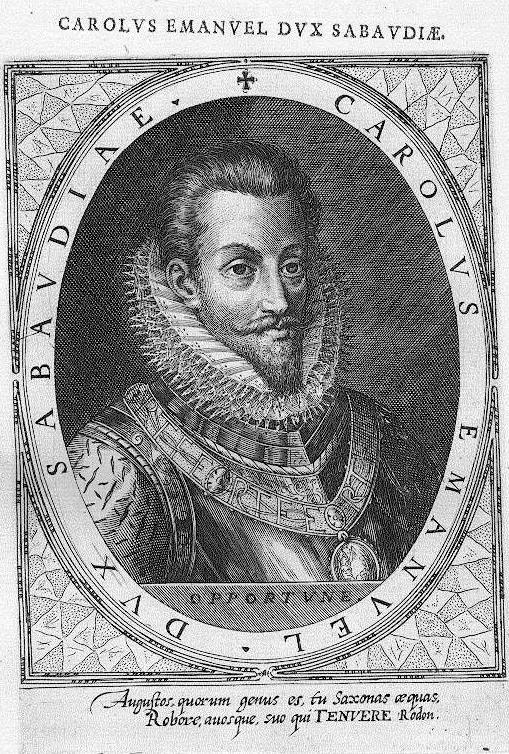
Charles-Emmanuel Ier de Savoie.

Depuis plusieurs siècles, les comtes de Genevois, puis les ducs de Savoie, convoitent la ville de Genève dont ils assument la souveraineté plus nominale que réelle en la personne d'un prince-évêque. Après de nombreuses escarmouches, les bourgeois de Genève et les Eidguenots, favorables à un rapprochement avec Berne, obtiennent enfin l'indépendance économique et politique de la cité, le 27 mai 1535, sous le règne de Charles III de Savoie. Genève, associée aux républiques helvétiques et à la France, chasse son évêque Pierre de La Baume (1533) qui trouve refuge à Annecy ; elle devient le centre du calvinisme (cinq ans après l'arrivée du réformateur picard en 1536) ; enfin, elle fortifie ses murailles face à son puissant voisin savoyard (milieu du XVIe siècle).
La ville de Genève rase ses cinq faubourgs dès 1531 et construit un système de bastions qui intègre Saint-Gervais sur la rive droite. Au Moyen Age, cette rive à l’exception du bourg de Saint-Gervais, constitue la baronnie de Gex acquise par la Savoie en 1355. En 1508, Charles III offre les Pâquis à l’hôpital des pestiférés attenant au cimetière de Plainpalais. Berne conquiert le Pays de Gex en 1536 et le cède à la République de Genève créée la même année. La ville l’intègre aux Franchises, tandis que le hameau du Petit-Saconnex, qui sera incendié en 1590, dépend du mandement de Peney jusqu’à la fin de l’ancien régime.
Les Eaux-Vives font partie de la paroisse de la Madeleine jusqu’à la Réforme. Ce faubourg est également détruit par les Genevois lors du renforcement des fortifications de la ville, de même, que celui de Saint-Léger lors de la fermeture de la porte du même nom. La rive gauche de l’Arve correspondant aux territoires de l’ancienne commune de Plainpalais et à la ville de Carouge sera disputée par la Savoie jusqu’à son attribution à la République de Genève par le traité de Turin en 1754,.
Le duc Emmanuel-Philibert de Savoie (1528-1580), successeur de Charles III, cherche de son côté à séduire Genève, mais les bourgeois se raidissent contre toutes ses manœuvres diplomatiques et renforcent leur défense. En 1559, à la suite d'un traité de paix conclu entre la France et l’Espagne, le Piémont et la Savoie sont réattribués au duc Emmanuel-Philibert. En 1564, Berne lui restitue le pays de Gex et les territoires de la rive sud du Léman, tout en conservant le pays de Vaud. Après le traité de Lausanne de 1564, le duc ratifie le 5 mai 1570 le traité de Berne qui institue un modus vivendi entre les deux voisins. Genève se sentant à nouveau menacée par la Savoie souhaite être intégrée dans la Confédération suisse en 1571. En 1572, le massacre de la Saint-Barthélemy ravive chez les catholiques l’espoir d’éradiquer l’hérésie protestante et contribue à faire échec au projet. Dès son avènement en 1580, le premier acte de son fils, le duc Charles-Emmanuel Ier de Savoie (1562-1630) est de rompre avec Genève. Une tentative de coup de main sur le port de Genève par des bourgeois de Thonon avorte en 1581. L'année suivante, les milices de Thonon, sous les ordres de Philippe de Savoie, comte de Raconis, échouent dans deux tentatives de prise de Genève. En 1583, Lesdiguières adresse une mise en garde aux syndics de Genève. En 1584, Zurich et Berne concluent un traité de combourgeoisie avec Genève qui perdure jusqu’en 1798.
Le 2 août 1589, le roi de France Henri III, allié de Genève, est assassiné et remplacé par son beau-frère Henri IV qui poursuit activement sa politique d'alliance avec les Genevois. La guerre entre la Savoie et la France, entrecoupée de trêves, se poursuit pour aboutir au traité de Vervins de 1598, puis au traité de Lyon de 1601 : la Savoie conserve le marquisat de Saluces mais perd ses provinces de la Bresse, du Bugey, du Valromey, la baronnie de Bresse et tout le cours du Rhône depuis sa sortie de Genève ; ces territoires sont définitivement rattachés au royaume de France. En Savoie, le traité de Lyon produit une impression douloureuse, car la séparation des provinces d'outre-Rhône expose Genève — qui partage donc pour la première fois de son histoire une frontière avec le royaume de France. À titre de revanche, le duc de Savoie décide de comploter avec le maréchal Charles de Gontaut-Biron afin de s'emparer de la Provence mais Biron, pris en flagrant délit de trahison par Henri IV, est livré à la justice du parlement de Paris et décapité le 31 juillet 1602.
Charles-Emmanuel Ier, malgré ses déconvenues territoriales, les années de guerres entre la Savoie et Genève (entre 1589 et 1593) et les difficultés qu'il inflige à son peuple dont les terres sont ravagées par l'occupation des troupes de mercenaires étrangers, n'en démord pas. Après la cession à la France du pays de Gex, de la Bresse et du Bugey, au début de l'année 1602, Charles-Emmanuel Ier commence à mettre en œuvre ses desseins contre Genève, pourtant lâché par son beau-frère Philippe III et par le pape Clément VIII qui, tous deux, voient d'un mauvais œil une énième tentative dans un climat de paix fragile entre les grandes puissances européennes. Le duc au caractère entêté projette malgré tout — selon l'expression consacrée — de fêter Noël à Genève. Plus spécifiquement, il entend réussir là où ses prédécesseurs ont échoué : il veut reprendre la ville, en faire sa capitale et y réintroduire la foi catholique.
Après l’Escalade de 1602, la France et l’Espagne font pression sur la Savoie pour la reconnaissance de l’indépendance de Genève et la ratification du traité de Saint-Julien en 1603.
Après son intégration à la France en tant que préfecture du département du Léman depuis 1798, la République de Genève est restaurée le 31 décembre 1813 à la fin des guerres napoléoniennes qui ont mis l’Europe à feu et à sang. C’est cette restauration précédant la réunion du canton de Genève à la Suisse en 1815 que les Genevois fêtent chaque mois de décembre en marge des festivités commémorant l’ultime tentative de conquête de la cité de Calvin par la Savoie cédée depuis avec Nice à la France en 1860, sous le Second Empire, par le Royaume de Piémont-Sardaigne dont la capitale est Turin, à la suite de la décision du duc Emmanuel-Philibert de transférer sa capitale de Chambéry à Turin au XVIe siècle.
En Suisse, les tensions confessionnelles entre cantons catholiques et protestants perdurent jusqu'à la première moitié du XIXe siècle et la Constitution de 1848, qui suit la guerre du Sonderbund remportée pratiquement sans effusion de sang par les troupes fédérales menées par le général Guillaume Henri Dufour.
La ville de Genève n'atteindra ses frontières actuelles qu'en 1931 après la fusion de la cité avec les communes des Eaux-Vives, du Petit-Saconnex et de Plainpalais. Genève sera alors le théâtre d'affrontements entre l'extrême-droite et l'extrême-gauche, dont la fusillade du 9 novembre 1932 sera le point culminant en Suisse.

## Bataille

### Préparatifs
Dans les premiers jours de décembre, tout est prêt : des espions étaient venus repérer les lieux de l'attaque. Le duc Charles-Emmanuel Ier quitte Turin en catimini, passe incognito le col du Mont-Cenis, traverse la Savoie et vient se cacher à Saint-Julien-en-Genevois à 10 kilomètres environ de Genève. L'armée commandée par le comte Charles de Simiane d'Albigny, ancien chef de la Ligue catholique du Dauphiné, est forte d'environ 2 000 hommes ; elle se compose de Napolitains, d'Espagnols, de Piémontais et de quelques vieux réfugiés ligueurs. Les chefs de cette troupe de mercenaires sont le Picard François de Brunaulieu, gouverneur de Bonne — qui était venu mesurer en personne trois semaines plus tôt la hauteur des remparts de Genève — le jésuite écossais Alexander Hume (~1565-1606), le Piémontais Semori, le Bressan d'Attignac ainsi que trois gentilshommes dauphinois, de Galliffet, de Bernardy et de Commiers. Ils choisissent 300 soldats bien armés, munis de pétards, de claies et d'échelles à coulisse, soldats que l'on fait communier avant l'assaut. Seuls deux seigneurs savoisiens participent à l'escalade : Jacques de Chaffardon et François de Gerbaix de Sonnaz. Le reste de la troupe et son chef, le comte d'Albigny, restent l'arme au pied.

### Escalade

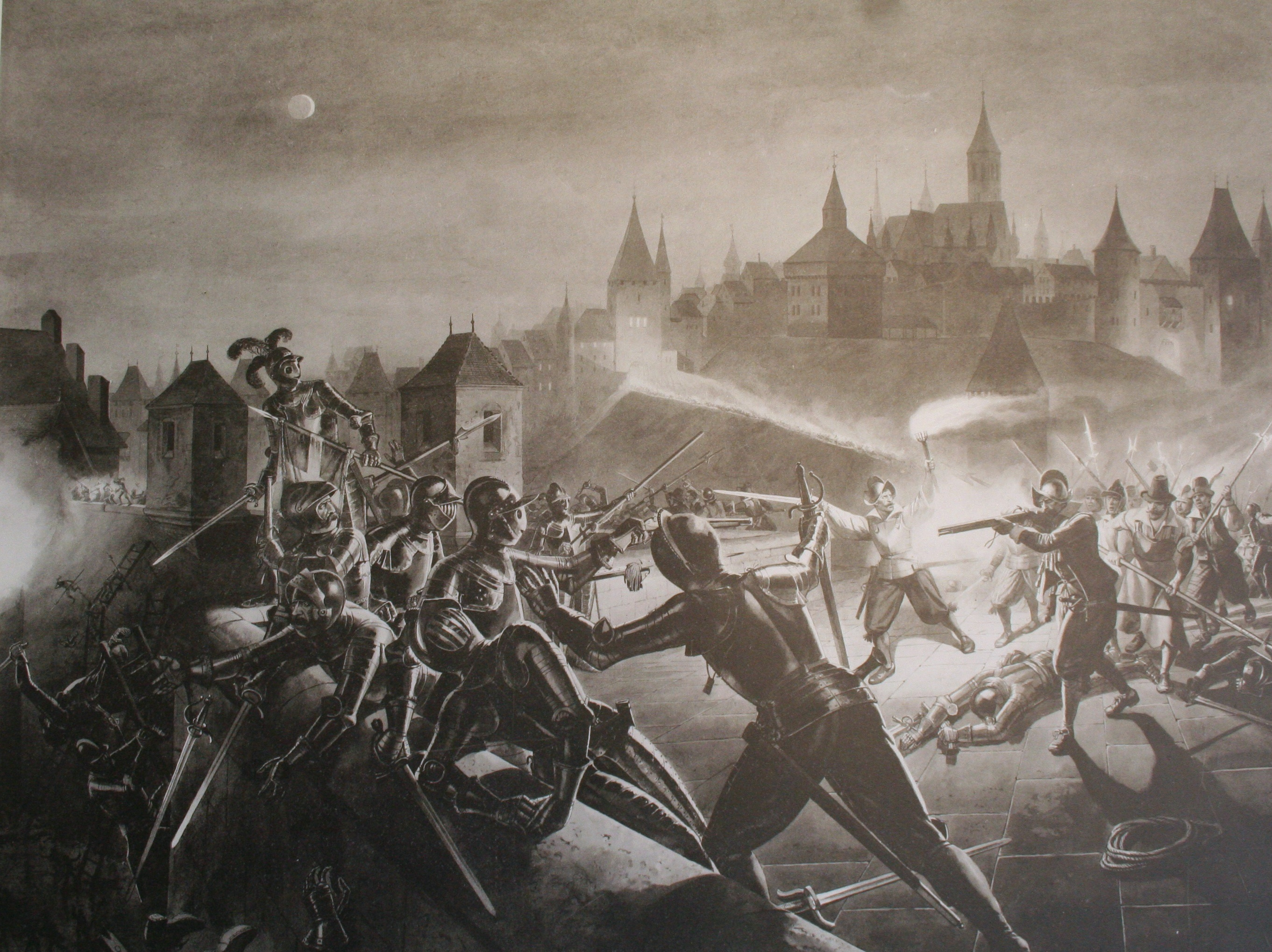
Peinture de Karl Jauslin (1842-1904).

L'attaque est lancée dans la nuit du 11 au 12 décembre 1602 à deux heures du matin. La nuit est noire et brumeuse, froide et sans neige. La lune, alors dans son premier quart, s'est couchée à 0 h 55 derrière le Jura, et les vigiles ont plus tendance à se réchauffer à l'intérieur qu'à rester sur les murs de la ville. Le plan original est de pétarder la porte-Neuve, afin de pouvoir laisser entrer le gros des troupes. Les Savoyards approchent de Genève en longeant l'Arve, puis en remontant le Rhône, jusqu'à la Corraterie, ceci afin que le bruit du courant et des moulins construits sur le fleuve masquent le bruit des armes et du déploiement des effectifs. Le plan semble se dérouler à merveille et l'avant-garde, composée d'environ 300 soldats d'élite, armés et protégés de cuirasses teintes en noir (pour encore plus de discrétion) escalade la courtine, à mi-chemin entre le bastion de l'Oye et la porte de la Monnaie (porte qui, par mesure d'économie, n'est alors plus gardée). Les fascines comblent le fossé qui court le long de la Corraterie au pied du rempart de 7 m de haut (faisant partie de l'enceinte dite de la Réforme, construite entre le milieu et la fin du XVIe siècle afin de garantir la protection de la nouvelle indépendance religieuse et politique) ; 3 échelles, composées de segments démontables pour le transport, sont dressées. Un jésuite écossais, le père Alexandre Hume, encourage les soldats et leur promet le ciel en cas de mort au combat. Puis, très vite, la majorité du contingent savoyard franchit la muraille. Genève dort toujours et semble déjà prise lorsque d'Albigny fait annoncer à Charles-Emmanuel Ier resté à Étrembières, ce qu'il pense être déjà une victoire. Le duc, lui, dépêche aussitôt des messagers dans toute l'Europe. Pourtant, entendant un bruit étrange, deux sentinelles genevoises — dont le caporal François Bousezel — sortent vers le rempart de la Corraterie et tombent nez à nez avec les assaillants. La première est rapidement estourbie, mais la seconde a le temps de lâcher un coup d'arquebuse. L'alarme est donnée à 2 h 30, la Clémence (cloche de la cathédrale Saint-Pierre) et le tocsin sonnent, très vite relayées par toutes les cloches des temples de Genève. Les citoyens se lèvent, saisissent des armes et, en chemise de nuit, viennent prêter main-forte aux milices bourgeoises. Même les femmes s'en mêlent, certaines manipulant lances et hallebardes. Les plus connues se nomment Catherine Cheynel et Jeanne Piaget.
La bataille fait rage sur tout le front sud de la ville : de la porte de la Monnaie à la porte-Neuve, le long de la Corraterie, ainsi que vers les portes de la Tertasse et de la Treille (portes de la seconde enceinte, ou enceinte intérieure de la ville — dite de Marcossey (construite au XIVe siècle par la volonté de l'Évêque Guillaume de Marcossey). À cet instant, les mercenaires peuvent encore l'emporter s'ils arrivent à ouvrir la porte-Neuve en permettant ainsi au gros des troupes stationnées à Plainpalais de pénétrer dans la ville. Mais Isaac Mercier, s'apercevant des manœuvres savoyardes et du travail du pétardier Picot, coupe la corde qui retient la herse, bloquant définitivement l'accès aux vantaux de la porte, et met fin aux espoirs ennemis. Le gros des troupes reste hors les murs tandis que ceux qui ont réussi à les franchir se font massacrer ou choisissent délibérément de se précipiter par delà les murailles. Au même moment, depuis le bastion de l'Oye, l'artillerie genevoise s'active et mitraille avec de la caillasse en direction du rempart afin de briser les échelles par lesquelles les ennemis en déroute tentent de fuir. Entendant au loin ce bruit, les troupes stationnées à Plainpalais pensent que la porte-Neuve vient de sauter. Se précipitant alors vers la ville, ils sont reçus par la canonnade et battent en retraite.

### Bilan de l'attaque

#### Du côté savoyard
Le nonce de Turin note à la suite de la défaite : 72 tués, 120 blessés. C'est une source très importante — du côté savoyard — puisque les Genevois n'ont pas eu la possibilité de sortir de la ville pour compter les morts ennemis. Ainsi, la tradition et les registres et récits genevois retiennent plus souvent que 54 assaillants ont été tués et que 13, pour la plupart blessés, sont faits prisonniers ; puis ils sont étranglés ou pendus par le bourreau François Tabazan, après avoir été torturés, malgré la promesse faite de leur laisser la vie sauve[source insuffisante]. Deux jours après l'exécution, les têtes des prisonniers et des cadavres sont exposées sur les remparts au bout de piques afin de prévenir l'ennemi du sort qui l'attend en cas de nouvelle tentative. Les corps sont jetés au Rhône. Le nombre de 67 têtes, selon certains auteurs, coïncide bizarrement avec le 67e anniversaire de la Réforme à Genève — Réforme et liberté religieuse qui durant l'Escalade ont été justement menacées. Notons enfin que ces têtes resteront accrochées ainsi jusqu'en juillet 1603 et la signature du traité de Saint-Julien. À l'occasion de ces exécutions de prisonniers, le droit de la guerre, selon les mémoires historiques du marquis Costa de Beauregard, n'a pas été respecté ; et pour cause, puisque Genève considérait l'attaque savoyarde non comme une entreprise guerrière, mais comme une attaque de brigands et de voleurs : le duc Charles-Emmanuel avait en effet, en certains termes, et après de nombreuses tentatives personnelles ou familiales au cours de la fin du XVIe siècle, juré de laisser Genève en paix.

##### Extrait du Registre du Conseil de Genève du12 décembre 1602
« […]Outre les tués sur la place, on en attrapa en vie treize, le nombre de leurs tuez, penduz et blecez les uns à mort, les autres estropies rudement, monte à trois cens François reniés et Savoyards. […] Ceci fait on s’est assemblé, pour adviser es occurrences et ce qu’on auroit à faire des prisonniers, et arresté qu’après qu’ils auront heu l’estrapade pour tacher de descouvrir les traistres de la ville desquels ils se sont vraysemblablement servis, après ce, qu’on les pende au boloard de l’Oye. »

##### Noms des exécutés savoyards
La tradition et les sources genevoises retiennent plus souvent le nombre de 13 Savoyards exécutés. Les registres et sources savoyards mentionnent quant à elles 14 noms (figurant ci-dessous).
1. Jacques, fils de Charles de Chaffardon, de Saint-Jean d’Arvey, près Chambéry
2. François, fils de feu Ayme de Gerbaix seigneur de Sonnaz
3. Pierre, fils de Philibert de Montluçon, seigneur d’Attignac, en Bresse
4. Donat, fils de François Payant, de Trets en Provence
5. Soupfre, fils de Bonaventure Galiffet, de Saint-Laurent, près les Échelles
6. Anthoine, fils de Laurent de Concière, d’Angrelat en Dauphiné
7. Philibert, fils de Laurent Sadou, de Tagninge
8. Pierre Vulliens, de Bourg
9. Jacques Durand, de Nevers
10. Jean Clerc, de Migeveta
11. Jacques Bovier, dit le caporal La Lime, de Seyssel
12. Pierre Mathieu, d’Uzès, cardeur
13. Jean de Banardi, de Talars en Dauphiné
14. Jacques Bouzonnet

#### Du côté genevois
Genève, quant à elle, pleure la mort de 18 de ses citoyens, de toutes origines et catégories sociales, parmi lesquels six Genevois d'origine savoyarde. La mort de ces 18 victimes, compte tenu de leur profession et de leur âge, est sans doute imputable à leur manque de préparation ou de technicité dans le combat. En effet, parmi les noms, seuls deux ou trois hommes sont mentionnés comme faisant partie de la milice.

##### Victimes genevoises de l'Escalade

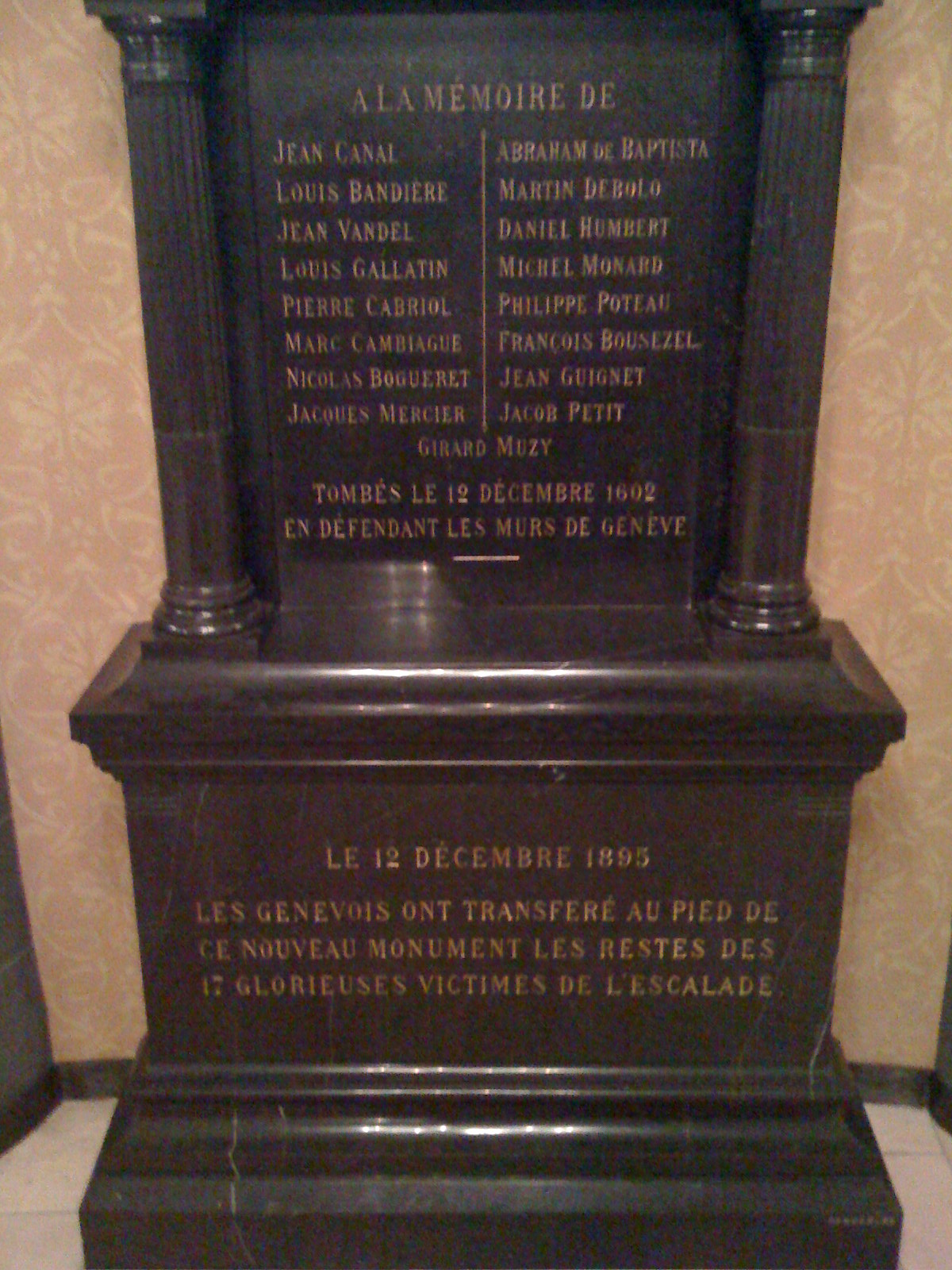
Monument aux morts de l'Escalade, en marbre noir, dans le temple de Saint-Gervais. Inauguré le 30 mai 1896.

| Victimes                     | Profession                                                                  | Origine                                       | Mort                                                                                                   |
| ---------------------------- | --------------------------------------------------------------------------- | --------------------------------------------- | --- |
| Jean Canal                   | Conseiller (Conseil des Deux-Cents et Petit-Conseil) ; commerçant           | Collonges-sous-Salève et Turin                | Mort à 60 ans près de la Tertasse                                                                      |
| Louis Bandière               | Marchand d'étoffes ; membre du Conseil des Deux-Cents                       | Corly en Faucigny, bourgeois de Genève        | Mort à 45 ans à la Monnaie                                                                             |
| Jean Vandel                  | Chargé de récolter la dîme, puis geôlier ; membre du Conseil des Deux-Cents | Septmoncel, Jura                              | Mort à 61 ans en bas la Treille                                                                        |
| Louis Gallatin               | Commerçant, épicier                                                         | Arlod, près de Bellegarde-sur-Valserine       | Mort à 28 ans à la Monnaie                                                                             |
| Pierre Cabriol               | Apothicaire, épicier, confiseur ; sergent dans la milice                    | Piémont                                       | Mort à 36 ans à la Corraterie                                                                          |
| Marc Cambiague (ou Cambiago) | Commerce de soie                                                            | Crémone ; puis Citoyen de Genève              | Mort à 25 ans à la Porte-Neuve                                                                         |
| Nicolas Bogueret             | Maçon-architecte                                                            | Langres, Champagne ; Bourgeois de Genève      | Mort à 65 ans vers la porte de la Treille                                                              |
| Jacques Mercier              | Passementier                                                                | Saint-Claude                                  | Mort à 30 ans au Grand-Mézel, des suites des blessures reçues à la Corraterie (où il était sentinelle) |
| Abraham de Baptista          | Serviteur de Julien Piaget, négociant en soie                               | Citoyen de Genève                             | Mort à 25 ans à la Corraterie                                                                          |
| Martin Debolo                | Mousquetaire, sergent et imprimeur                                          | Cruseilles (à Genève depuis 1588)             | Mort à 35 ans à la Porte-Neuve                                                                         |
| Daniel Humbert               | Marchand drapier                                                            | Citoyen de Genève                             | Mort à 22 ans (ou 24 ans) à la Corraterie                                                              |
| Michel Monard                | Tailleur d'habits et caporal dans la milice                                 | Saint-Jeoire, habitant de Genève              | Mort à 40 à la Corraterie                                                                              |
| Philippe Poteau              | Sucrier et maître-confiseur                                                 | Flandre                                       | Mort à 35 ans à la Monnaie                                                                             |
| François Bousezel            | Commerçant, puis veloutier ; Mousquetaire                                   | Gex                                           | Premier mort de L'Escalade, tombé sous la Tertasse à 40 ans                                            |
| Jean Guignet                 | Cordonnier                                                                  | Gex                                           | Mort à 55 ans à la Tertasse                                                                            |
| Jacques Petit                | Chalemardier (fabricant d'instruments à vent) ; arquebusier                 | Habitant de Genève                            | Mort à 41 ans à la Corraterie                                                                          |
| Girard Muzy                  | Maçon                                                                       | Viuz-en-Sallaz, habitant à Genève depuis 1598 | Mort à 25 ans de ses blessures deux semaines après l'Escalade                                          |
| Jacques Billon               | (considéré comme le « Soldat inconnu » de l'Escalade)                       | Neuchâtel                                     | Mort de ses blessures un an après l'Escalade                                                           |

##### Blessés
Relativement déconsidérés par rapport aux victimes, les blessés genevois sont au nombre de 24 :
Pierre Fabri (conseiller), Jean Baudichon de la Maisonneuve (conseiller), Hugues de Crose, Amy Delacombe, Nicolas Nourrisson, Jaques Philippe, Jaques Poncet, Jean Foral, Nathanaël Brachet, Paul Dedomo, Philibert Bochard, Samuel Noblet, Étienne Jouvenon, Nicolas Charpentier, Jean Ducrest, François Pellet, Jaques Tornier, Loys de Vorse, Jean-Loys Bron, Pierre Dubiez, Philippe Paquet, Daniel Martinet, Jean Beau, Romain Denanto (ou Dunant).

### Causes de l'échec
Le terme « cacade » revient souvent dans les chansons et récits de l'Escalade. Il désigne un échec particulièrement cuisant. Comment comprendre celui des Savoyards? Ayant préparé minutieusement l'attaque, envoyé des espions pour évaluer le système défensif, affaibli Genève durant les décennies précédentes par des agressions répétées et des blocus économiques, et enrôlé des mercenaires espagnols et piémontais aguerris en grand nombre (environ 2 000 face à une cité endormie, prise par surprise, comptant moins de 16 000 âmes, majoritairement des femmes et des enfants), le duc Charles Emmanuel Ier n'aurait pas dû connaître la défaite. En réalité, ce ne sont que quelques petits détails qui expliquent en partie les raisons de l'échec, à commencer par la mort de Brunaulieu dans les premières minutes de l'attaque.[réf. nécessaire] Désorganisé par la perte de son chef, il est probable qu'une partie du contingent de 300 mercenaires ait perdu de vue l'objectif initial, de pétarder la porte-Neuve pour faire entrer le gros des troupes.[réf. nécessaire] D'autre part, il a pu arriver que certains mercenaires aient été davantage attirés par l'appât du gain et du butin que par la prise de la ville. Un autre élément que l'on peut avancer réside dans l'attitude des habitants genevois : alors que les assaillants combattaient pour de l'argent, les Genevois se défendaient pour leur liberté confessionnelle et pour leur vie. Cette source de motivation et le courage dont ont fait preuve certains n'avaient sans doute pas été appréciés correctement par les stratèges savoyards.
Enfin, le geste d'Isaac Mercier, abattant la herse, est également déterminant. On peut raisonnablement imaginer que si l'entreprise du pétardier Picot avait trouvé une issue favorable, la population genevoise n'aurait pas résisté à l'assaut final de milliers de soldats et que Genève aurait été mise à sac.

## Célébrations

### Chronologie des célébrations

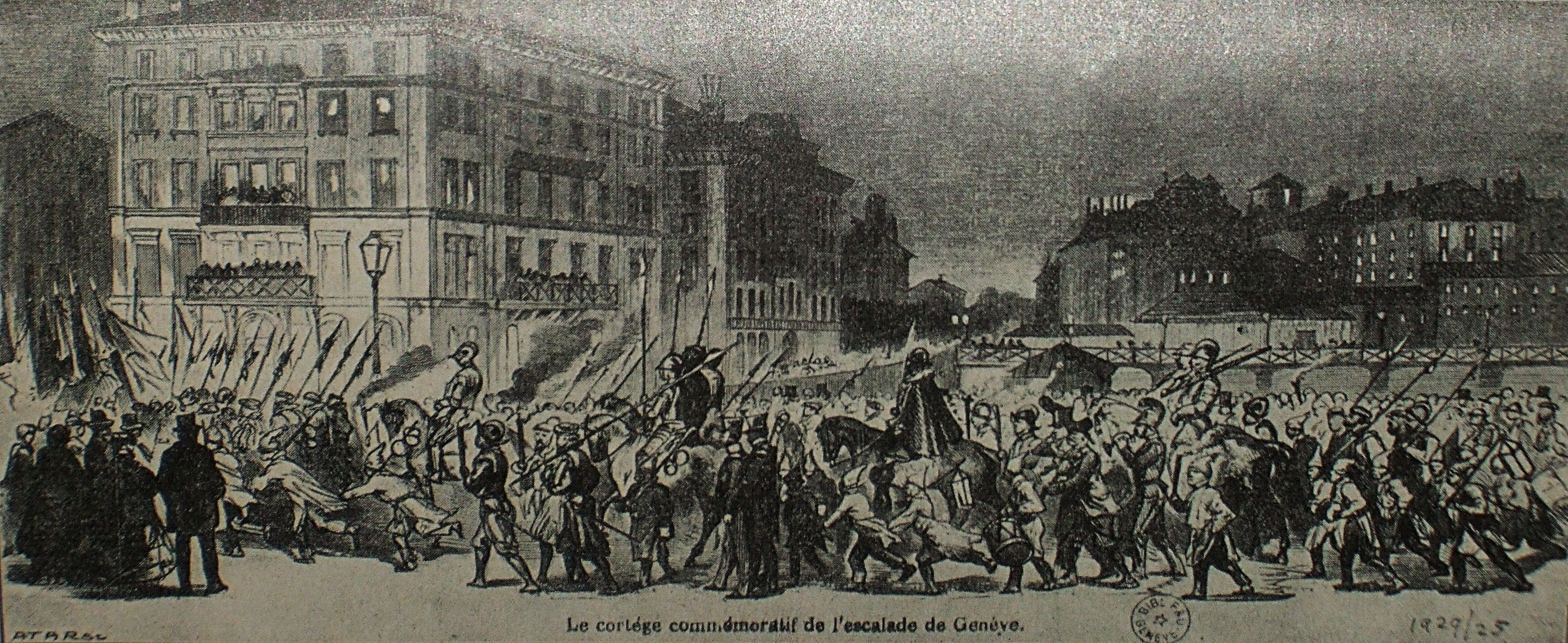
Cortège commémoratif de l'Escalade en 1867.

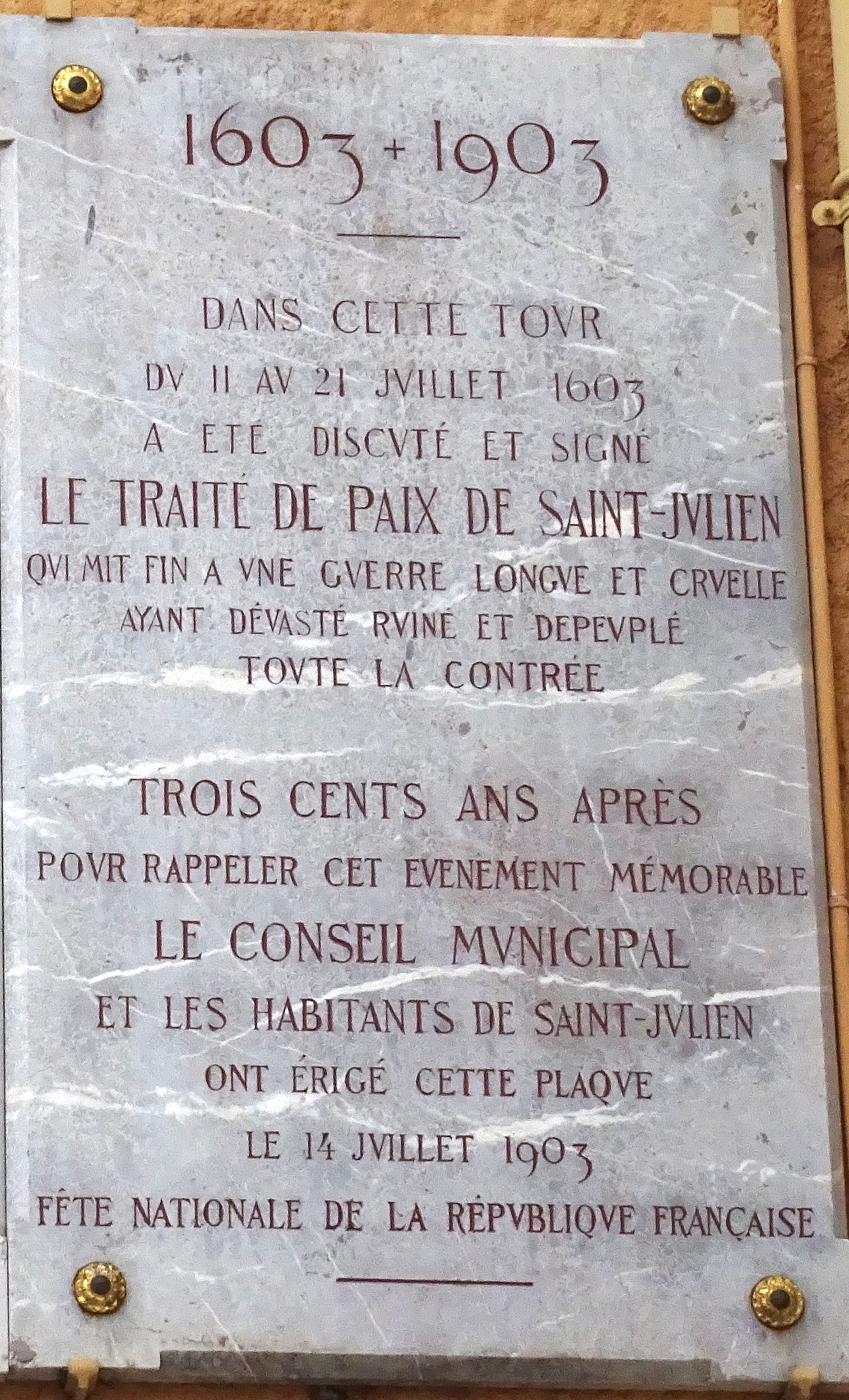
Plaque à Saint-Julien, 1903.

Le besoin de célébrer l'événement, de le commémorer ou de se moquer des Savoyards est apparu très tôt à Genève. Aussi bien les formes religieuses que populaires de la fête apparaissent au cours des premières décennies du XVIIe siècle : culte et chants profanes (1603), statut de fête chômée (1631), etc. Toutefois, à la suite de la signature du traité de St-Julien en juillet 1603, par laquelle les parties s'engagent à ce que la mémoire de l'Escalade demeure « à jamais esteinte et abolie », sa célébration est vue d'un mauvais œil. Ainsi, entre 1697 et 1699, de nombreuses interdictions de chants injurieux ou demandes de modération dans les prêches seront formulées par les autorités genevoises.
Au cours du XVIIIe siècle, la célébration de l'Escalade sera tantôt abolie par respect pour la Savoie, tantôt réclamée par le peuple : entre 1782 et 1793 par exemple, on fête l'Escalade strictement dans le cadre privé. Ce sera également le cas durant la période d'annexion française entre 1795 et 1815, lorsque des régions savoyardes seront associées au territoire genevois : l'Escalade est alors supprimée afin de favoriser la bonne entente et intégration entre voisins. L'entrée de Genève dans la Confédération en 1815 marque un renouveau dans les célébrations et dans l'ampleur des bals et mascarades organisés. Au milieu du XIXe siècle l'Union protestante souhaite redonner un caractère plus religieux à la fête. Dans les années 1850, pour des motifs politiques et à la suite des plaintes de parents catholiques, James Fazy interdit la lecture du récit de l'Escalade au Collège. À la suite de cette interdiction, dès 1856, la tradition des conférences se met en place et se perpétue jusqu'au milieu du XXe siècle : des pasteurs ou historiens genevois tels Jean Gaberel, puis Guillaume Fatio, ou plus tard Paul-Frédéric Geisendorf et Henry Babel se succèdent afin d'expliquer la vie quotidienne, militaire ou artistique en 1602.
En 1902 et 1903 sont célébrés les 300 ans de l'Escalade. Des commémorations ont lieu en 1903 (plaques, cortège) pour célébrer les 300 ans du traité de paix de St-Julien.
En 1952, le général Guisan assiste au 350e anniversaire de l'Escalade. En 1977, à l'occasion du 375e anniversaire de l'Escalade, la Radio suisse romande diffuse le 13 décembre une version radiophonique de Tabazan de Jacques Aeschlimann, pièce mettant en scène les événements de l'Escalade.

### De nos jours
Aujourd'hui, les festivités commémorant cet événement historique ont lieu le 12 décembre de chaque année, les commémorations officielles ayant lieu durant le week-end le plus proche de la date historique, par exemple en 2015 les 11, 12, et 13 décembre. Il est toutefois annulé en 2020 et en 2021 en raison de la pandémie de Covid-19. Cette commémoration est considérée par beaucoup comme la « fête nationale » genevoise, culminant par le feu de joie sur le parvis de la cathédrale Saint-Pierre au son du Cé qu'è lainô, l'hymne genevois, écrit en 1603 en vieux patois genevois, glorifiant cet événement historique.

#### Mascarades et traditions populaires

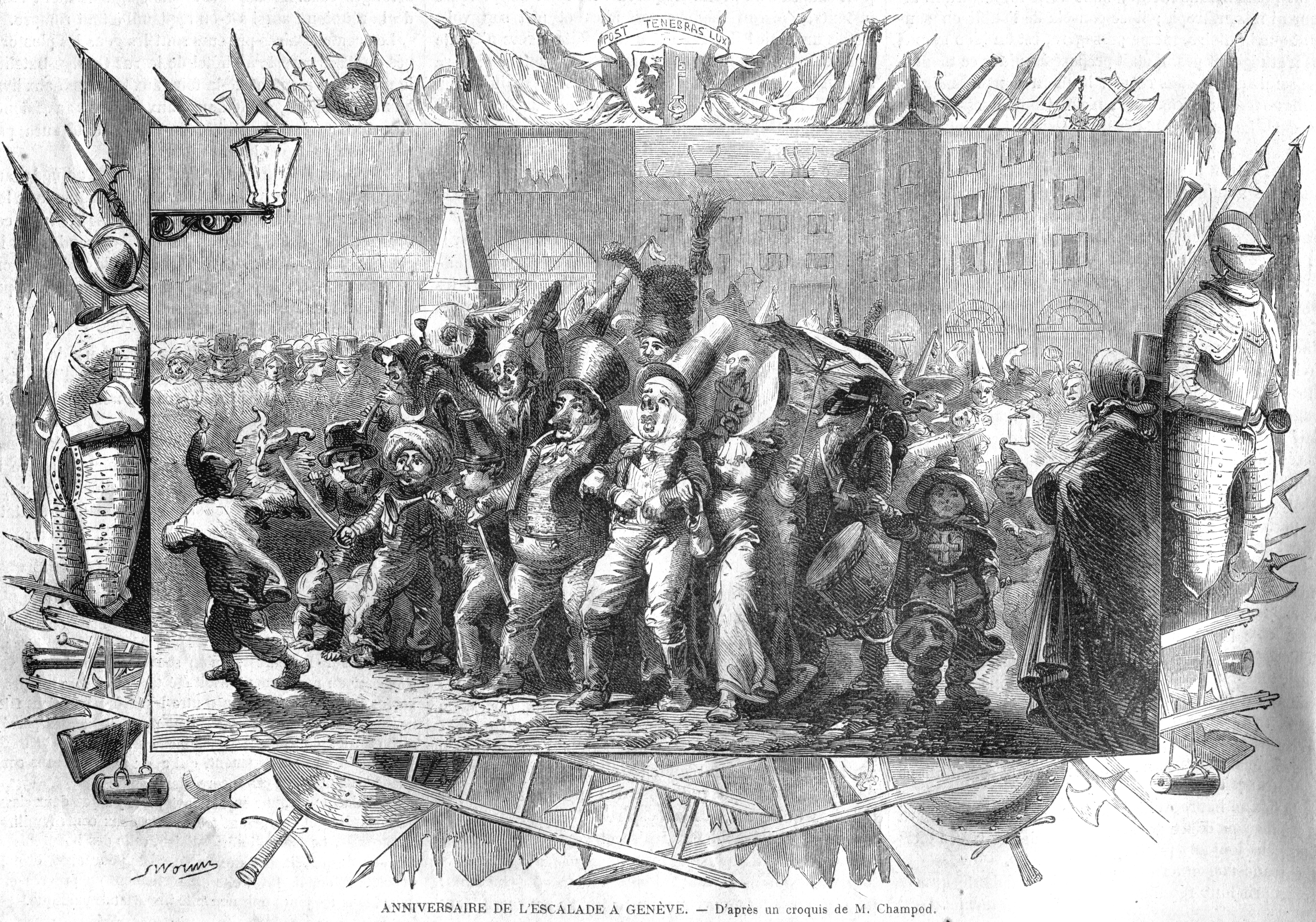
Mascarade des enfants (L'Illustration 1862).

La tradition des mascarades est très ancienne puisque certaines notes du Registre de la Compagnie des Pasteurs font mention de l'aspect indigne des réunions costumées et des chansons des enfants à l'occasion de l'Escalade en 1670. Aujourd'hui, à l'occasion de l'Escalade, la coutume veut que les enfants se déguisent et défilent dans les rues et chantent aux portes (pour obtenir des sous ou des bonbons) — cet aspect-là de la fête populaire est attesté depuis la fin du XVIIIe siècle. Le répertoire musical comprend notamment la fameuse chanson Ah ! La Belle Escalade (datant de 1793 et chantée sur l'air de la Carmagnole, aussi connue sous le titre "Ce fut l'an 1602" ou par ses premiers mots "Allons, citoyens, de grand coeur" ) ou encore la Vieille Chanson chantée sur l'« air du Mirliton ». (Voir d'autres chansons de l'Escalade).
Les étudiants des niveaux secondaires, eux, font également un défilé diurne dans les rues de la ville le 12 décembre ou le vendredi précédant la date anniversaire. Cette tradition date probablement d'il y a un siècle, bien qu'il soit difficile de préciser. Enfin, la population — notamment les enfants — se déguise aussi pour participer à la multitude de soirées qui sont organisées en marge des évènements officiels.

#### Culte

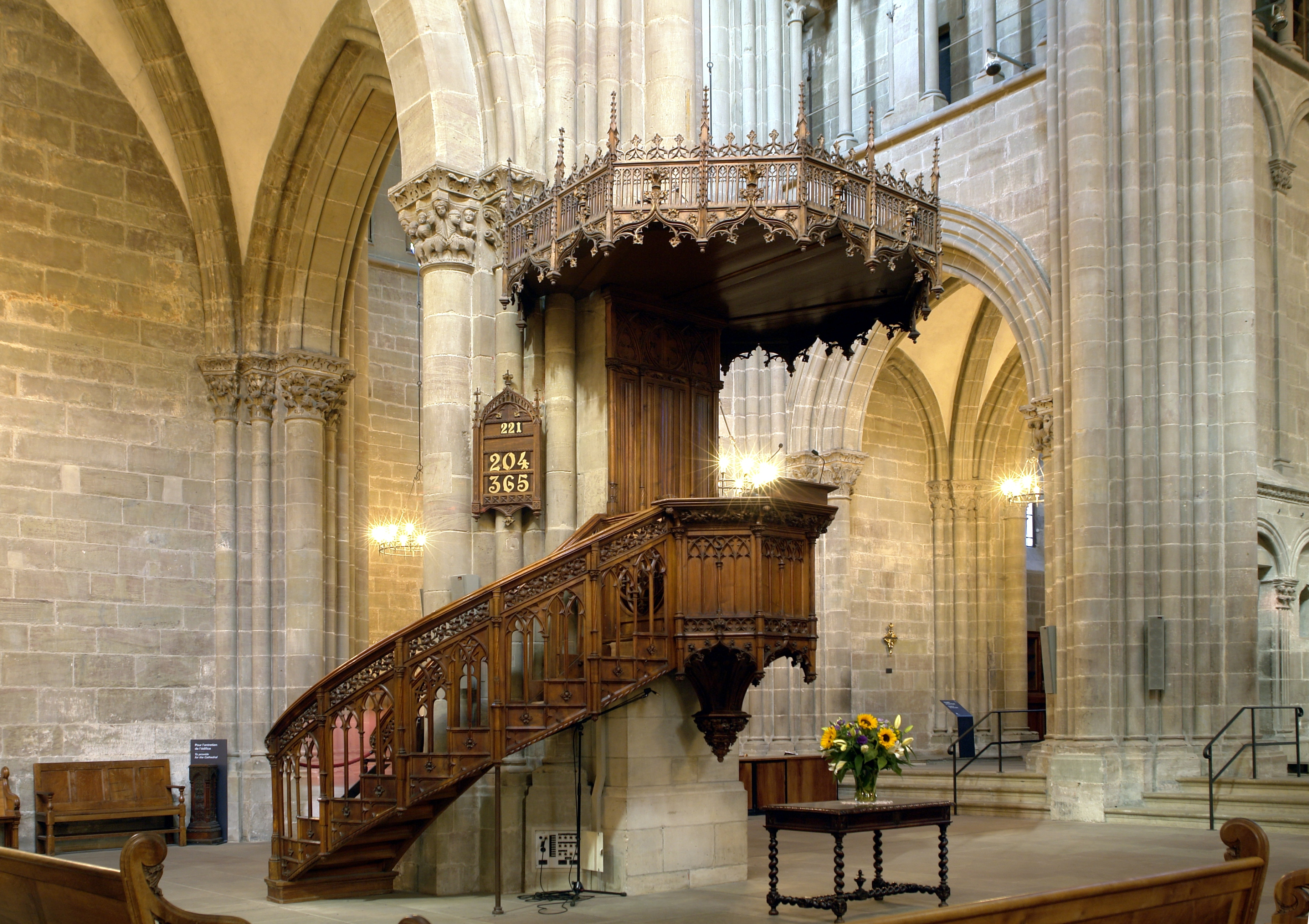
Chaire de la Cathédrale Saint-Pierre.

Directement après l'attaque des Savoyards, au matin du 12 décembre les Genevois se réunissent au temple de Saint-Pierre afin de remercier Dieu pour son soutien et prier pour le salut des 17 victimes. L'année suivante, le 12 décembre 1603, a lieu le premier culte commémoratif. La tradition moderne du Culte de l'Escalade naît en 1900, sous l'impulsion du pasteur et historien Alexandre Guillot, idée approuvée par le Consistoire de l'Église protestante genevoise. Durant les premières années du XXe siècle, il n'est question que d'une célébration purement religieuse, sans lecture du récit de l'Escalade, ni évocation des noms des victimes. En 1905, pour la première fois, un récit de l'attaque est lu et le Cé qu'è lainô est chanté, mais il est toujours refusé que les noms des héros de l'Escalade soient mentionnés, « le service religieux ayant été institué pour rendre grâce à Dieu et non pour déifier des hommes ». Aujourd'hui, le Culte prend la forme d'une cérémonie œcuménique durant laquelle le courage des Genevois de 1602 et leur volonté de préserver leurs libertés sont salués et souvent présentés comme des valeurs universelles et intemporelles à suivre. Les hommages et la commémoration se traduisent bien souvent par des discours, des lectures ou des chants.

##### Cé qu'è lainô

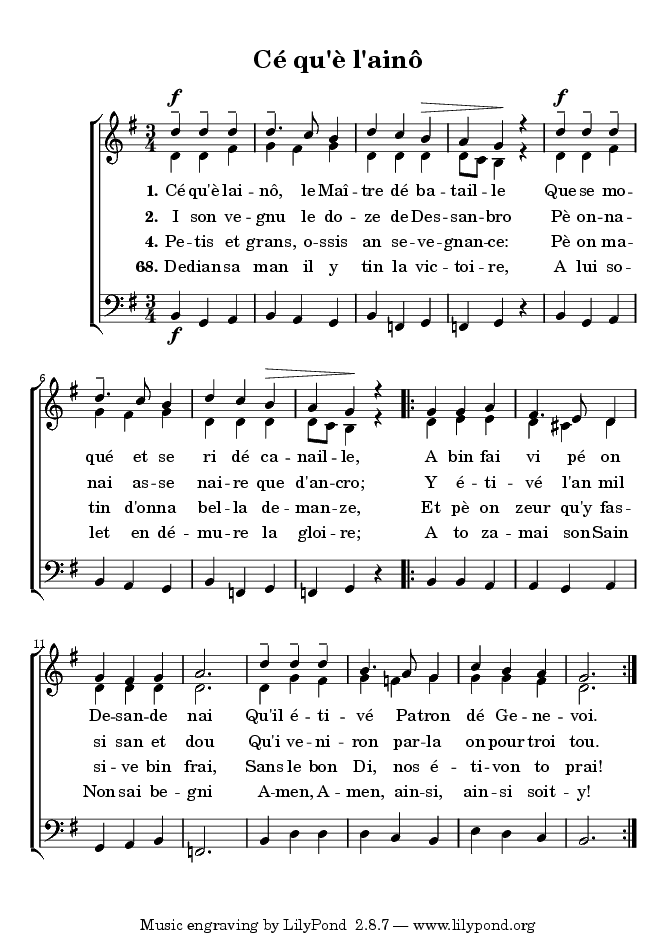
Partition du Cé qu'è lainô accompagnée des paroles des quatre couplets chantés usuellement.

Le Cé qu'è lainô, hymne genevois, est un chant en patois genevois, composé de 68 strophes évoquant l'Escalade et les différents faits d'armes ou anecdotes qui y sont associés. Il a une dimension religieuse très forte puisqu'il rend grâce à Dieu que Genève considère, à la suite de l'attaque, comme le véritable sauveur de la cité ; le titre même du chant fait référence à « Celui qui est en haut », soit Dieu. Toutefois, outre la dimension religieuse, il constitue également une œuvre plus critique et moqueuse à l'égard des Savoyards (strophes des pendus). Les 68 strophes de ce chant seront chantées à partir de décembre 1603, année de sa composition (auteur anonyme). Actuellement le Cé qu'è lainô est bien sûr chanté à l'occasion de l'Escalade, mais aussi de toutes les autres fêtes patriotiques à Genève (Restauration, 1er juin, Fête nationale suisse, etc.)

#### Psaume 124
Le lendemain de l'Escalade, la population se presse à Saint-Pierre et y chante le Psaume 124 — dont le propos original rappelle fortement l'épisode de l'Escalade. Il est chanté depuis lors à chaque anniversaire.
Texte traduit et adapté par René-Louis Piachaud (1932), tiré du psautier romand : Psaumes, Cantiques et Textes pour le culte, à l'usage des Églises réformées suisses de langue française :
Sans le Seigneur qui nous a protégés

Comme il l'a fait jadis en leurs dangers,

À nos aïeux combattant pour la foi :

Sans le Seigneur qui nous a protégés,

Que pouvions-nous, faibles et pleins d'effroi ?

On nous voit pris, serrés au nœud d'un lacs

Et l'oiseleur lève sur nous son bras

Il plait à Dieu de nous sauver encor.

On nous voit pris serrés au nœud d'un lacs,

Mais Dieu le rompt, Dieu nous donne l'essor.

Notre aide soit au nom de l’Éternel,

Maître des mers, de la terre et du ciel.

Contre le doute et le mauvais désir,

Notre aide soit au nom de l’Éternel,

Et puissions-nous en lui vivre et mourir.
— Psaume 124

#### Reconstitutions costumées

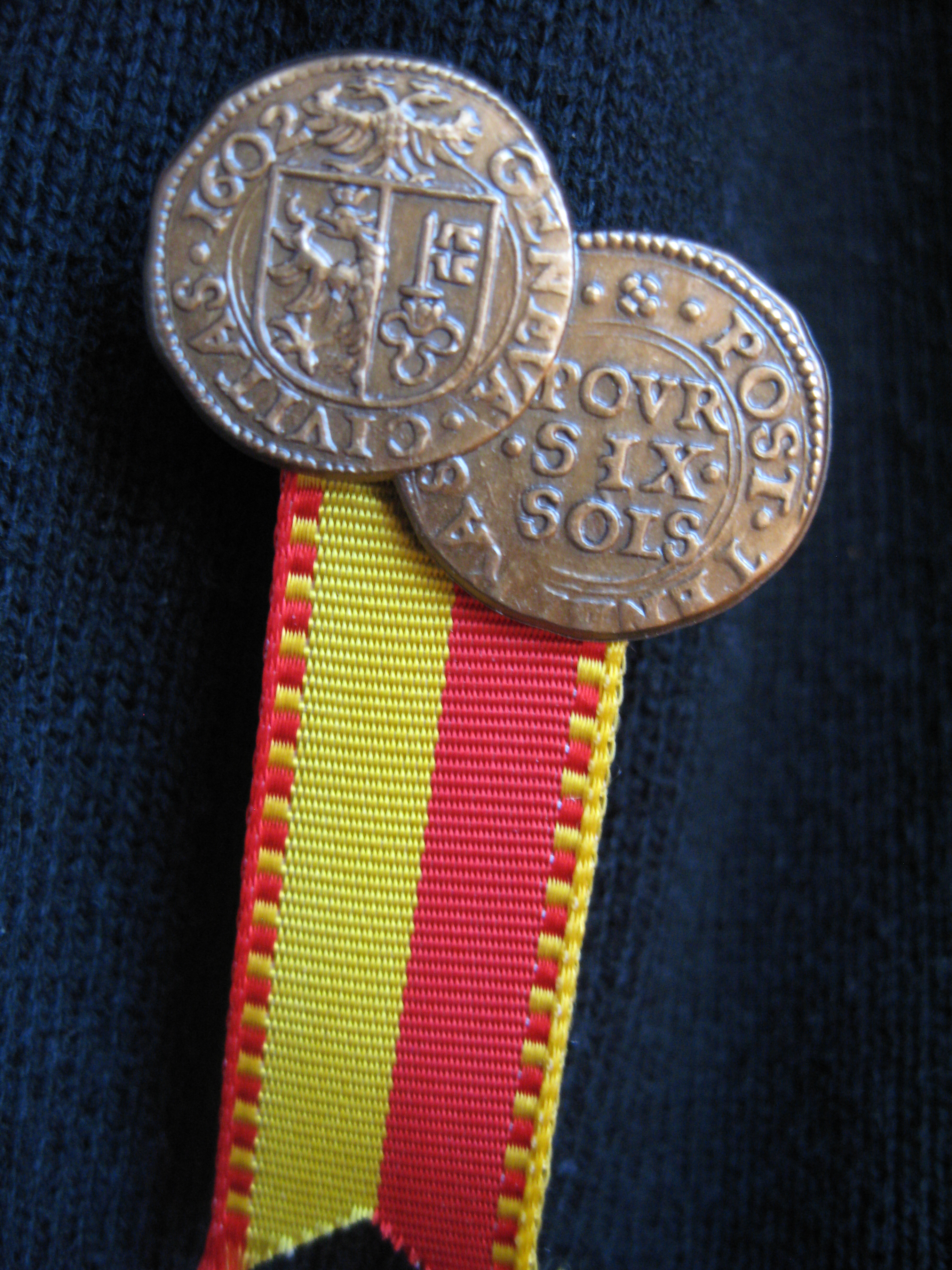
Insigne de l'Escalade 2011
Thème : la Monnaie en 1602.

Au cours du samedi et du dimanche de l'Escalade se succèdent sur tout le territoire de la vieille-ville — de la promenade Saint-Antoine à la Treille, et de la place du Molard à la Cathédrale Saint-Pierre — plusieurs animations représentatives tantôt d'un mode de vie traditionnel du début du XVIIe siècle, tantôt de techniques militaires. Ces manifestations sont organisées par la Compagnie de 1602 depuis les années 1970-1980.
Chaque année une thématique est choisie autour de laquelle se développent des manifestations souvent inédites. À titre d'exemples, en 2010, un bivouac de cavaliers et une forge ancienne mettaient en valeur « le cheval » ; en 2011, « la Monnaie » a permis aux visiteurs et touristes de participer à la fabrication de fac-similés de pièces de monnaie d'époque, etc. Ces thématiques annuelles se retrouvent également gravées sur les insignes de l'Escalade — petites cocardes aux couleurs de Genève.

##### Milice

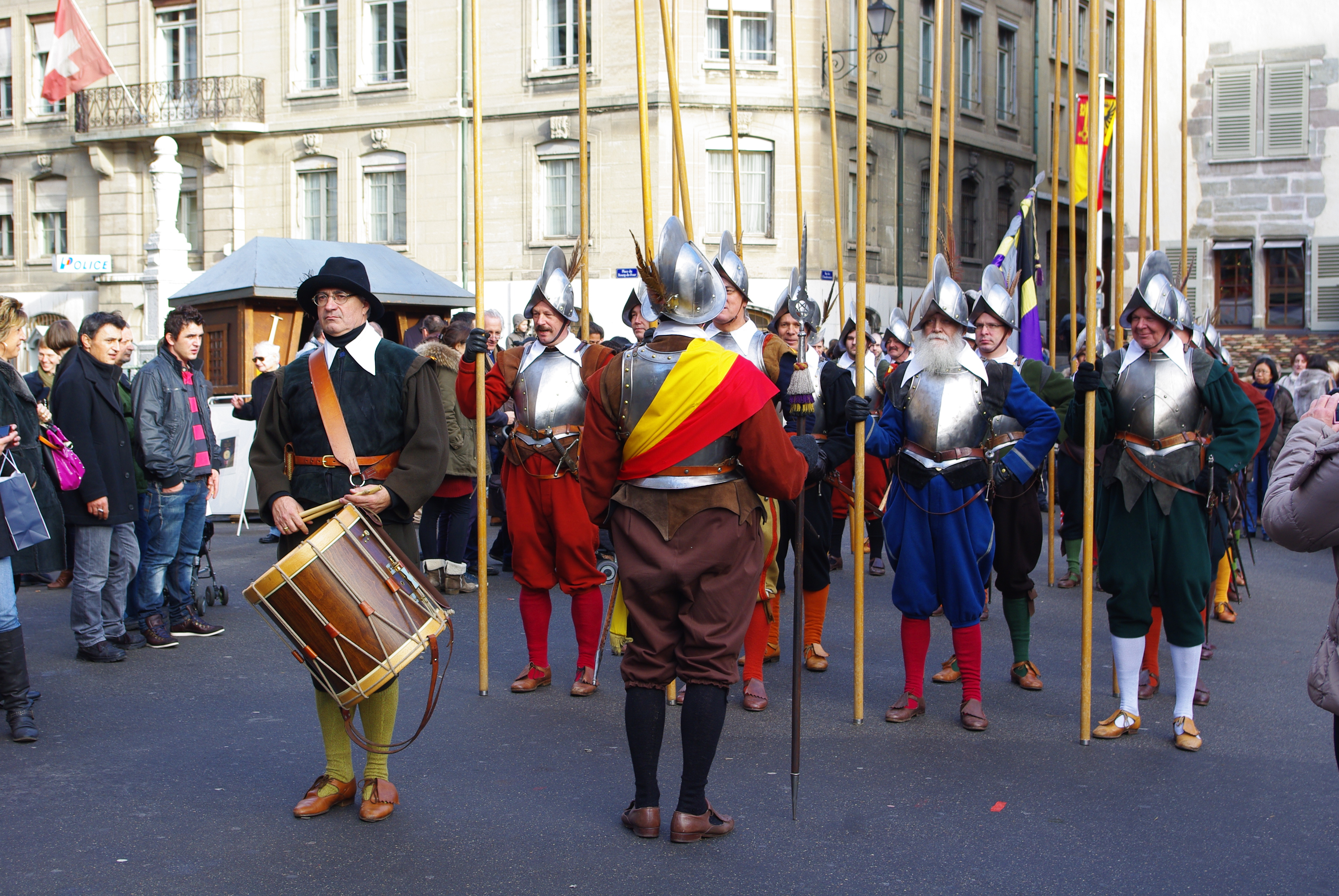
Piquiers

Parmi les reconstitutions à caractère militaire, on peut citer le maniement de la pique, les salves d'arquebuse, les tirs du Falco, reconstitution d'une pièce d'artillerie de l'époque de l'Escalade, les démonstrations de défense de rue et d'escrime ancienne ou encore des cavalcades d'argoulets (arquebusiers à cheval).

##### Musiques
Des cliques de fifres et tambours ainsi que des trompettes participent également aux animations. Il s'agit de formations indépendantes émanant du conservatoire ou de fanfares (Ondine genevoise; Conservatoire populaire de musique de Genève; Tambours du Lion; Société l'Emprô, Tambours et fifres de Meyrin, les cadets de Genève et la batterie de 1602). Une formation bâloise est également présente chaque année et ce depuis plus de 50 ans — il s'agit de la Basler Verein Genf.

##### Visites guidées
Différents groupes représentant des corporations, des catégories sociales ou professionnelles de l'époque font visiter certains monuments de la vieille-ville ou font découvrir leurs costumes et leurs fonctions en 1602. C'est le cas par exemple des bourgeoises et des pasteurs qui proposent des visites de la cathédrale ou de différents temples, des compagnons représentant les Autorités de 1602 qui guident les visiteurs à travers les salles de l'Hôtel-de-Ville, ou du Pétardier et de ses aides qui mettent en place une démonstration de montée à l'échelle.

##### Animations paysannes et dimension gastronomique

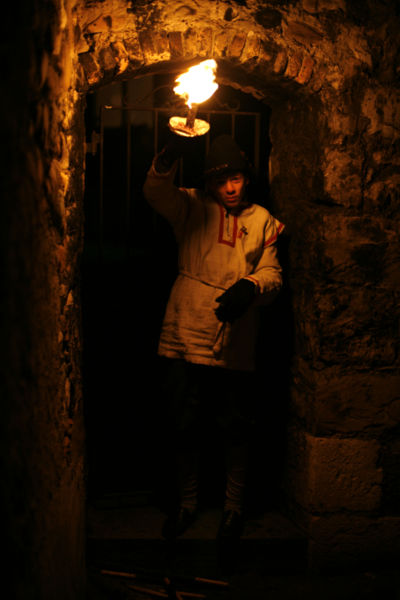
Passage de Monetier.

En différents lieux de la vieille ville, vin chaud et soupe traditionnelle de la Mère Royaume peuvent être dégustés. Sur la Treille, un marché d'antan montre quelques animaux de ferme et fait rôtir des sangliers, résidents nombreux des forêts genevoises.
À l'occasion de l'Escalade, des animations et des reconstitutions historiques se déroulent dans la vieille-ville de Genève.

##### Passage de Monetier
Durant les deux jours que durent les festivités, le Passage de Monetier, ancien chemin de ronde, est ouvert exceptionnellement au public.

#### Cortèges

##### Cortège d'hommage aux victimes

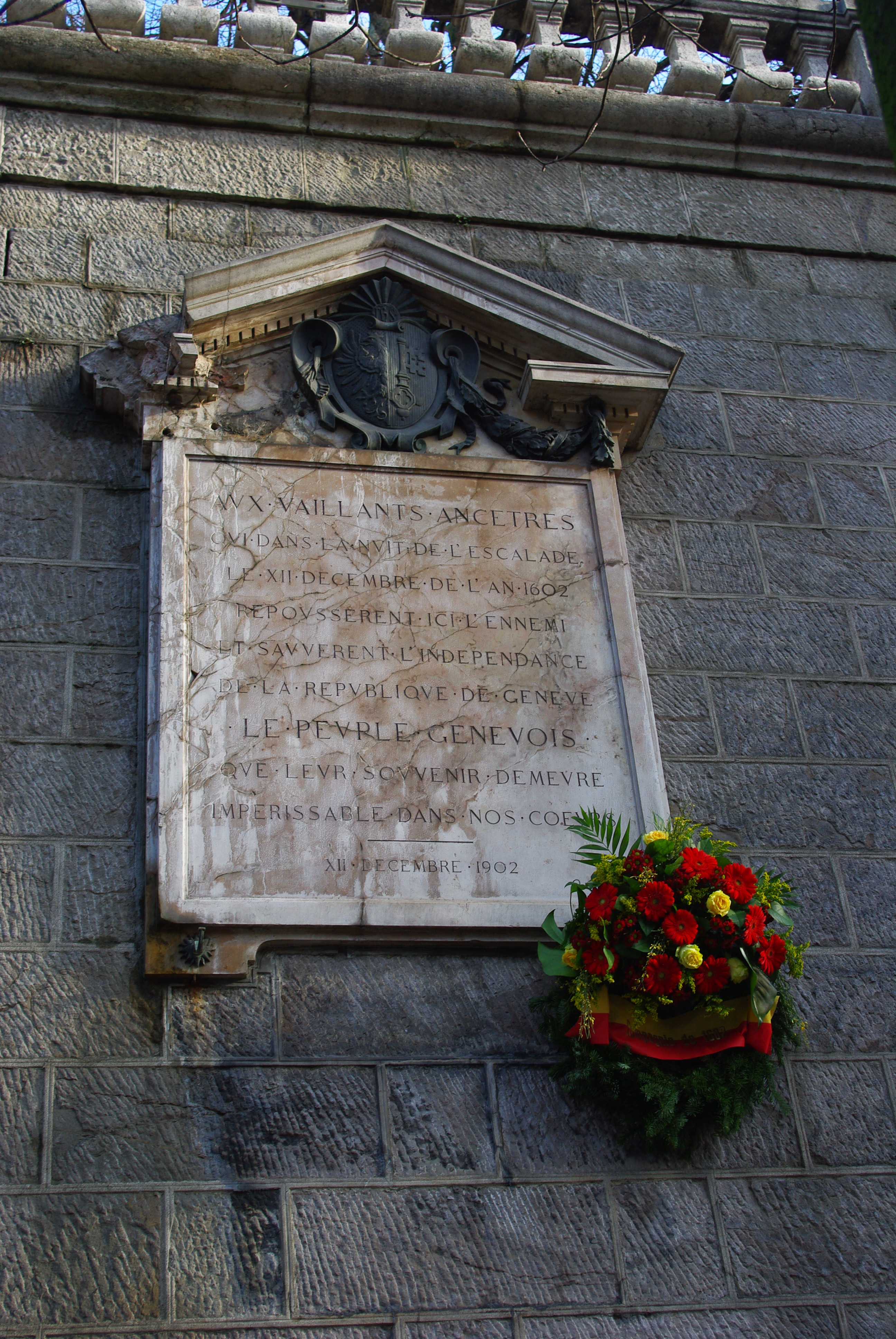
Plaque de l'Escalade à la Corraterie.

Il s'agit d'un cortège solennel organisé le vendredi soir et marquant traditionnellement le début des festivités. Héritage des premiers cortèges du début du XXe siècle, il s'inscrit dans la volonté de rendre un hommage aux 18 victimes genevoises de l'Escalade. Ainsi, tout au long d'un parcours conduisant du Bourg-de-Four au Temple de Saint-Gervais — lieu de sépulture desdites victimes — trois plaques commémoratives sont fleuries par des représentants des autorités cantonales ou municipales. Ces plaques se situent à la rue de la Tertasse (lieu où tomba le syndic Jean Canal), à la rue de la Corraterie (lieu de l'attaque de l'ennemi) et au temple précédemment cité.
Généralement, quoique annoncé par les cloches de la Cathédrale sonnant à toute volée, ce cortège n'a que peu d'écho auprès de la population. De plus, il regroupe un nombre de participants plus confidentiel que le Cortège du dimanche soir.

##### Cortège de la Proclamation

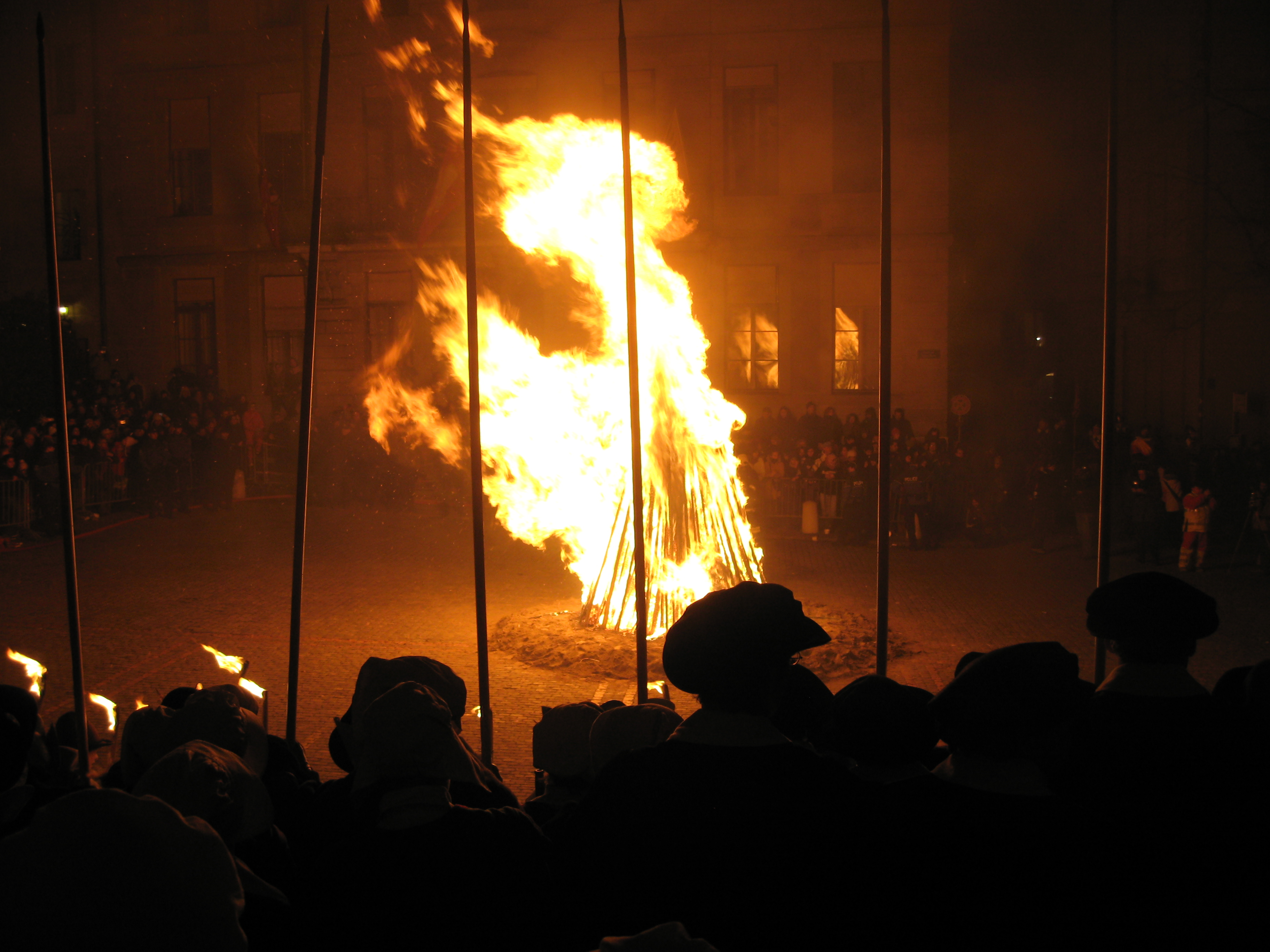
Feu de joie à la cour Saint-Pierre marquant la fin du Cortège.

De façon irrégulière et avec de nombreuses variantes au départ, le cortège de la proclamation prend son caractère annuel et systématique depuis 1948 : il se tient alors automatiquement le deuxième dimanche de décembre — et plus comme par le passé, le jour anniversaire, soit le 11 décembre. De ce fait, en ayant lieu le week-end, il attire plusieurs dizaines de milliers de personnes en ville de Genève. Réunissant en bon ordre l'ensemble des compagnons costumés, des chevaux, des attelages et des armes, il s'agit d'une parade parcourant la vieille-ville, les rues basses, et le quartier de Saint-Gervais (sur la rive droite) durant plus de 3 heures.
Tout au long du parcours, le Cortège s'arrête en cinq lieux emblématiques de la ville (Bourg-de-Four, Molard, Coutance, Corraterie, cour Saint-Pierre), places où le héraut, cavalier vêtu aux couleurs de Genève, prononce le discours de proclamation — c'est-à-dire une allocution solennelle destinée à rappeler les grandes lignes de L'Escalade à la population rassemblée. La dernière étape sur le parvis de la Cathédrale se termine traditionnellement par un grand feu de joie. À noter que le parcours du cortège décrit ci-dessus était bien plus long dans les années 1930, passant par exemple en 1933 et 1948 par le boulevard Georges-Favon et le Rond-Point de Plainpalais ; ou par le pont des Bergues, Chantepoulet et la rue Rousseau, dans les années 1927-1928 et 1934–1936.
Cette animation très particulière qu'est le Cortège ferait de l'Escalade la plus importante reconstitution historique d'Europe.

##### Proclamation

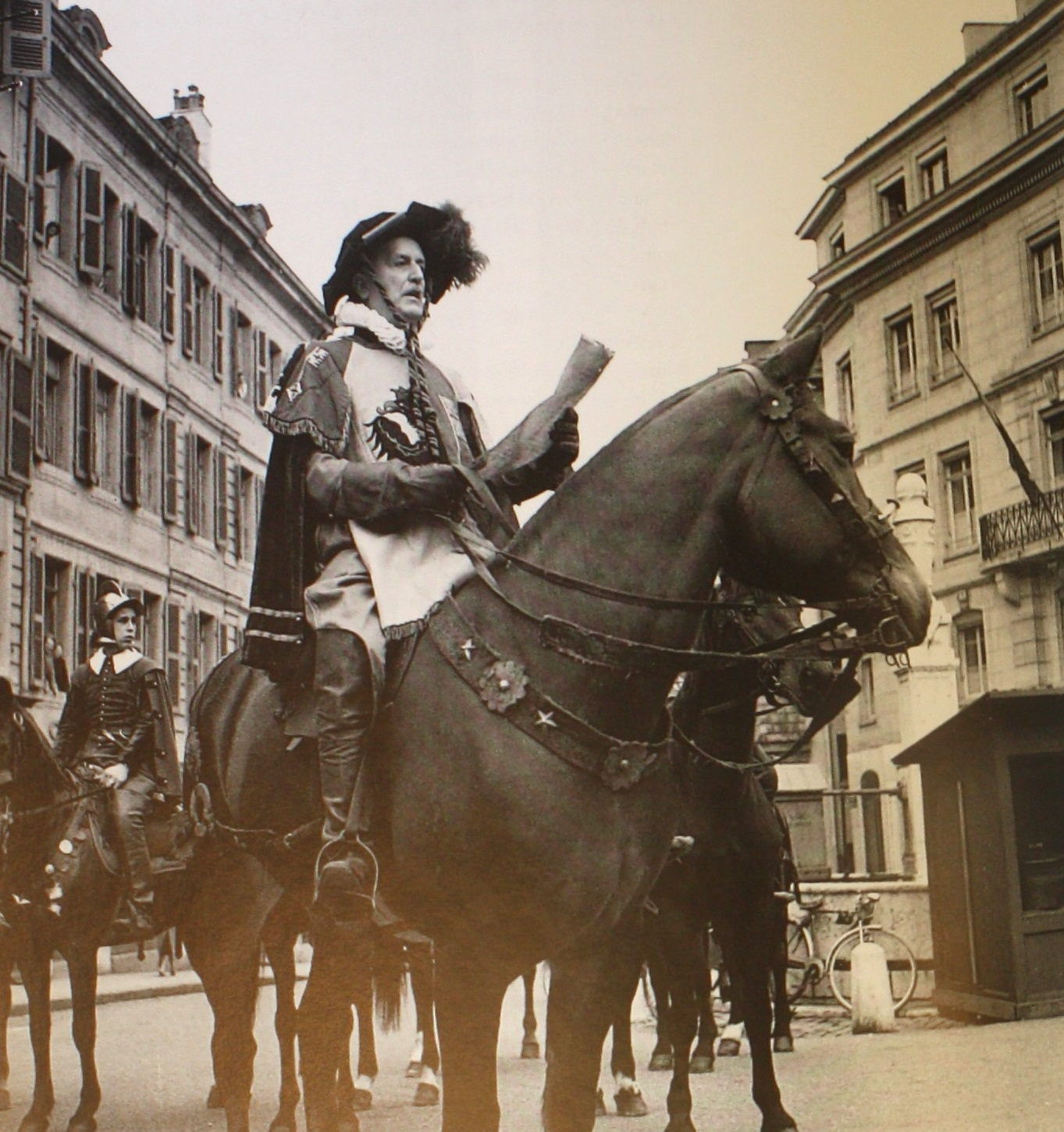
Lecture de la proclamation par le héraut Marcel Kursner en décembre 1952.

La tradition de la Proclamation remonte vraisemblablement déjà aux premiers Cortèges du début du XXe siècle. À cette époque, prononcer un discours solennel permettait d'exalter le sentiment de patriotisme genevois ; la Proclamation prenait alors parfois un accent moralisateur assez marqué à l'égard des catégories de la population qui s'adonnaient aux mascarades et/ou qui ne considéraient pas avec le respect voulu les commémorations de l'Escalade et la mémoire de ses héros.
De tout temps lors des Cortèges, les Proclamations sont lues par le ou les hérauts. Cet aspect très particulier se veut un clin-d’œil au passé. En effet, pendant longtemps à Genève (et encore en 1602), un « crieur ordinaire » était chargé d'annoncer à la population les décrets ou avis pris par la Seigneurie, le Petit Conseil ou le Conseil des Deux-Cents. Le rôle du héraut moderne est donc en accord avec la tradition genevoise, à deux exceptions cependant, la teneur de la proclamation et l'apparat : lors du Cortège, il ne s'agit pas de communiquer une décision politique, mais d'évoquer la mémoire, de rappeler à la population l'épisode de l'Escalade. On peut considérer de ce fait que le héraut moderne occupe davantage une fonction honorifique de garant et de passeur de mémoire auprès des générations qui se succèdent. Concernant l'apparat, le héraut du Cortège est un cavalier, alors que le crieur était un simple piéton ; les trompettes du héraut de Cortège accompagnaient cependant déjà le « crieur ordinaire ».

##### Ce qui est prononcé
Il convient ici de distinguer d'abord deux sortes de proclamations : celles destinées à une prononciation publique, et celles destinées à être publiées dans la presse. Cette distinction voulue dans les premières décennies suivant la création de la Compagnie de 1602 n'existe plus aujourd'hui.
En ce qui concerne le texte de la Proclamation, au cours du XXe siècle et jusqu'en 1997, il évolue, se modifie, et intègre parfois la dure réalité de l'histoire contemporaine (en 1939–1945 par exemple).
En 1997, deux auteurs Jean-Étienne Genecand et David Foldi collaborent à un nouveau projet de proclamation, plus fidèle à l'histoire, tant par la forme en vieux-français que par le fond. Ce texte cité ci-dessous est encore, à quelques corrections près et un peu plus synthétisée, la proclamation que le héraut prononce lors du Cortège de l'Escalade.

« On vous faict ascavoir de la part de Nos Tres Honorez Seygneurs Sindicques et Conseyl de ceste citez que Monseygneur le duc Charles Emmanuel, effectuant ses mauvais desseins de nous envahyr et surprendre, nous a fait attaquez dans la nuict du 11 au 12 décembre 1602. Il a faict mener au devant de nostre ville envyron 2 000 hommes d'eslite, tant de cheval que de piez. Ces gens ont faict dressez des echelles en ung quartier de la ville qu'ilz ont jugez le plus foible et ont usez de telle diligence que sont entrez envyron 200 cuyrasses. Les ungs se sont attaquez a la porte Neufve pour le peztarder et faire entrer le gros des forces ducales, les autres a la porte de la Monnoie pour penetrer au milieu de la ville. Mais il a plu a nostre bon Dieu nous regarder de son oeyl favorable et donner cœur au nostres en sorte qu'ilz les ont repoussez sy vivement, qu'aprestz en avoir tuez sur place la meilleure partye, le reste s'est prescipitez par les muraylles.
Nos dicts Tres Honorez Seigneurs enjoignent a toutes les personnes de quelque qualitez, aage, sexe ou condition qu'elles soyent de celebrer le souvenyre de ceste Miraculeuse Delivrance et de perpestuer la mesmoire de ceulx qui sacrifierent leurs vies adfin de guarder a Geneve sa foy, ses libertez, ses franchises et sa gloryeuse renommez.
(Ilz ont ordonnez et ordonnent que la presente cryez soit lue et publiez a son de trompette par le cryeur ordinaire de ceste ville dans tous les carrefours et places publyques.
Faict a Geneve, ce trois cent quatre vingt treyziesme annyversaire de l'Escalade.), »

##### Composition du cortège
| Groupes                           | Composition |
| --------------------------------- | --- |
| Groupe du Héraut                  | Batterie de tambours (Cadets de Genève et Tambours du Lion, Grand-Saconnex) Drapeaux collecteurs Trompettes de la Compagnie de 1602 Monsieur le Héraut et poursuivants |
| Groupe des Autorités              | Huissiers Monsieur le Sautier Délégation du Petit Conseil Seigneurs syndics Anciens syndics Huissiers Délégation du Conseil des Deux-Cents Conseillers |
| Groupe de la justice              | Fifres et tambours (Basler Verein Genf) Guets Monsieur le Seigneur lieutenant de Justice Auditeurs Gardes Le Geôlier Le Bourreau et ses aides Isaac Mercier Garde soldée |
| Groupe des Ecclésiastiques        | Théodore de Bèze Vénérable compagnie des pasteurs et professeurs Régents du collège Escholiers |
| Peuple de Genève                  | Fifres et tambours (Ensemble du Conservatoire populaire de musique) Dame Royaume et Dame Piaget Femmes et enfants Char des trophées Femmes et enfants |
| Ceux de la campagne               | Fifres et tambours (Ondine genevoise) Monsieur le Châtelain de Jussy et sa dame Cornette et suite de Monsieur le Châtelain Communiers de Jussy Fifres et tambours (Tambours et fifres de Meyrin) Monsieur le Châtelain de Peney Cornette et suite de Monsieur le Châtelain Monsieur le Ministre des Evangiles et communiers de Peney Bossette                                                 |
| Compagnie de la milice bourgeoise | Trompettes de l’Escalade Monsieur le Commandant de la milice Bourgeoise Cornette et Adjudants Batterie de tambours (Compagnie de 1602) Section d’arquebusiers Le mantelet Monsieur le Commandant de la milice de quartier Cornette et Adjudants Le Pétardier Artilleurs avec leur pièce (Falco) Fifres et tambours (Société l’Emprô-Genève) Section de piquiers (A.S.S.O) Section d’argoulets |
| Eclairage                         | Porteurs de Torches |

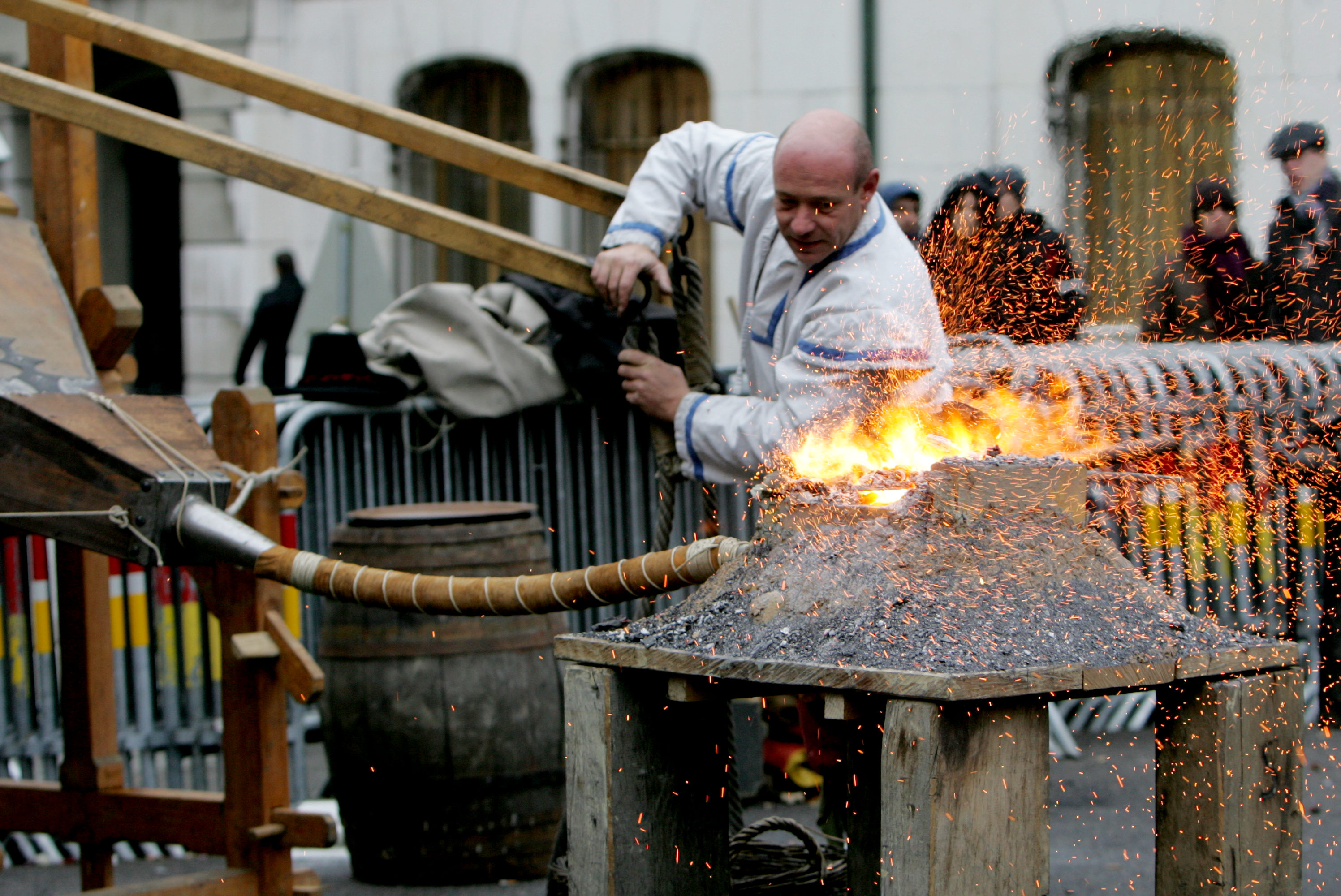
Forgeron.
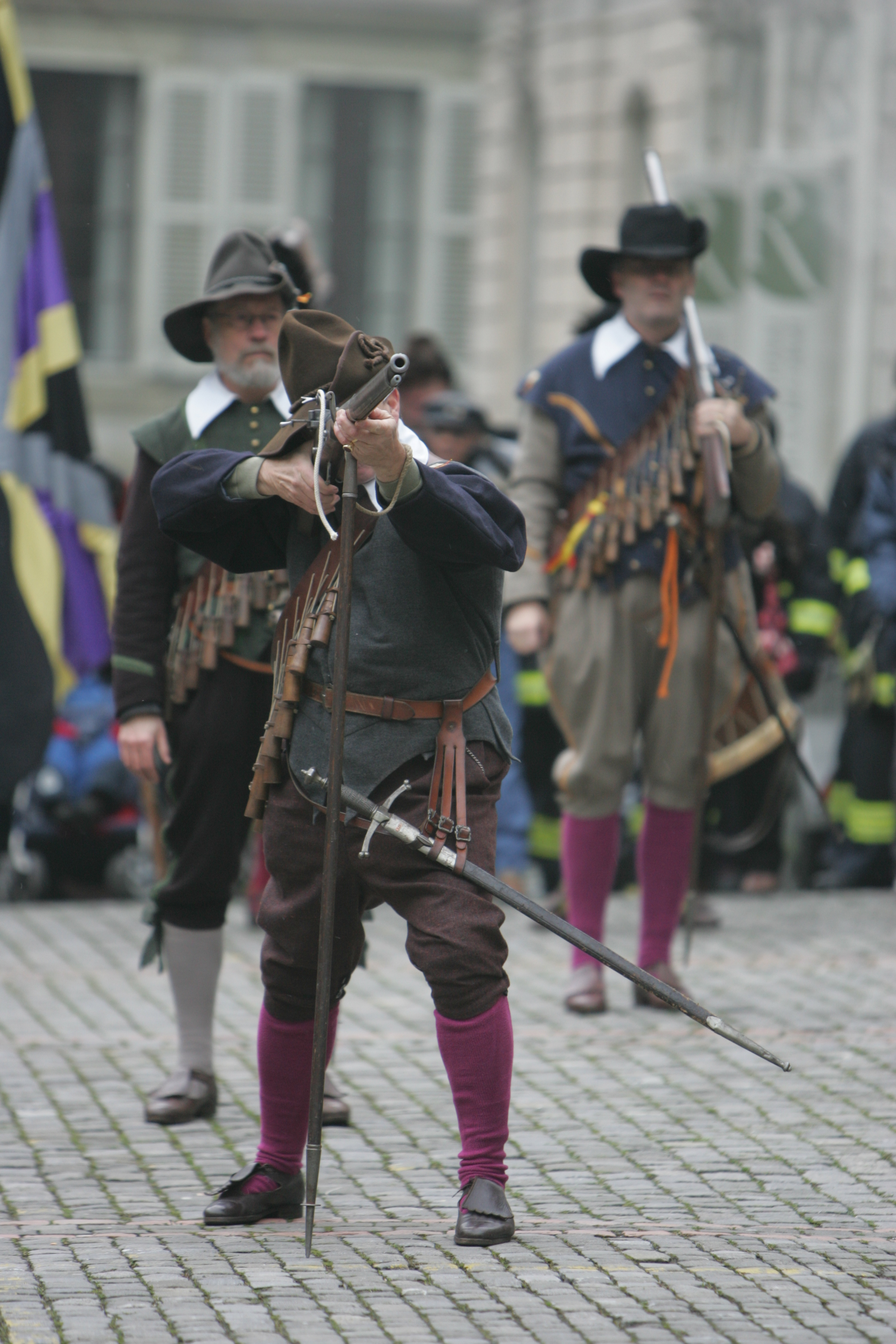
Démonstration de tir à l'arquebuse.
- Démonstration de tir au canon — Falco.
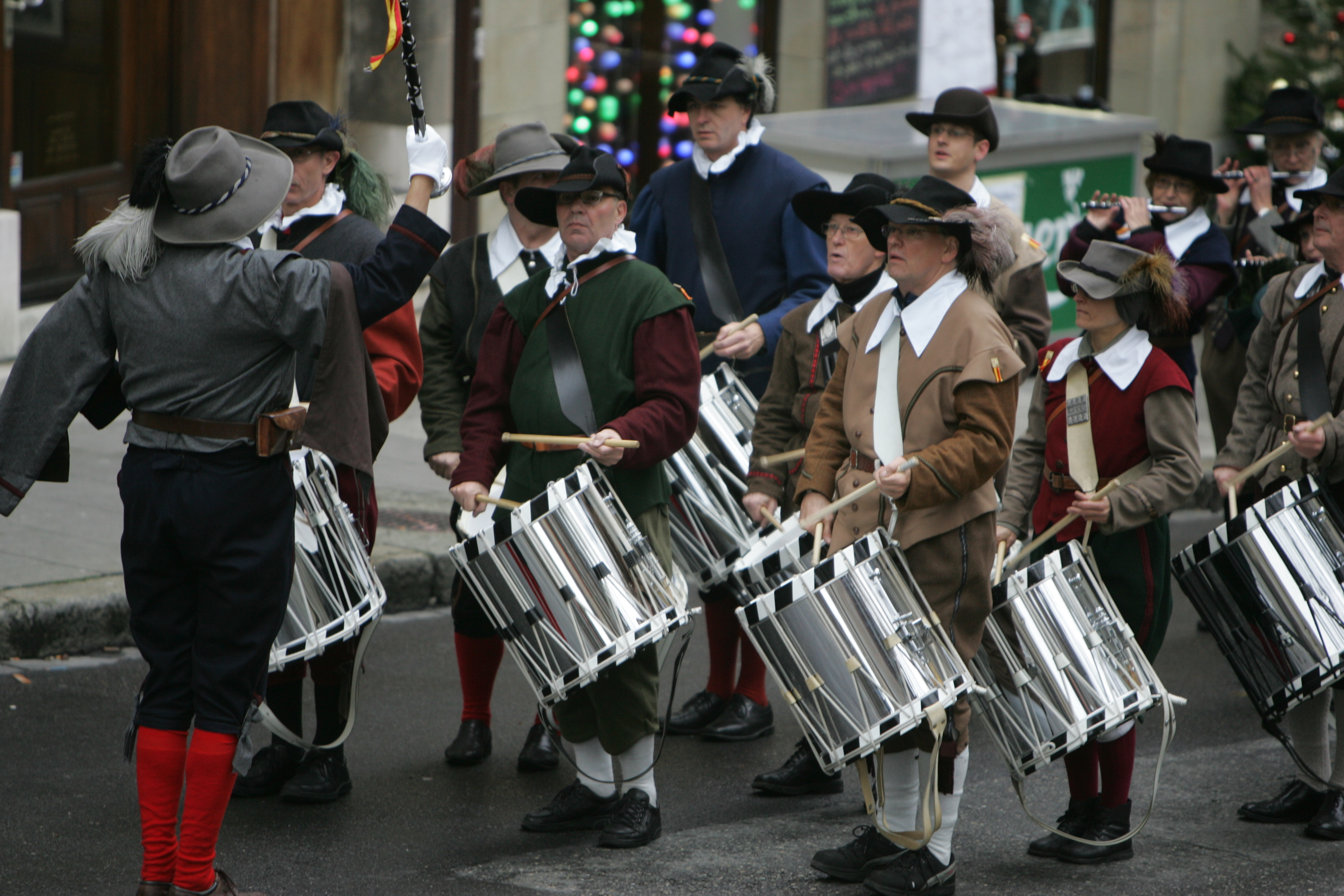
Clique de fifres et tambours de la Basler Verein.
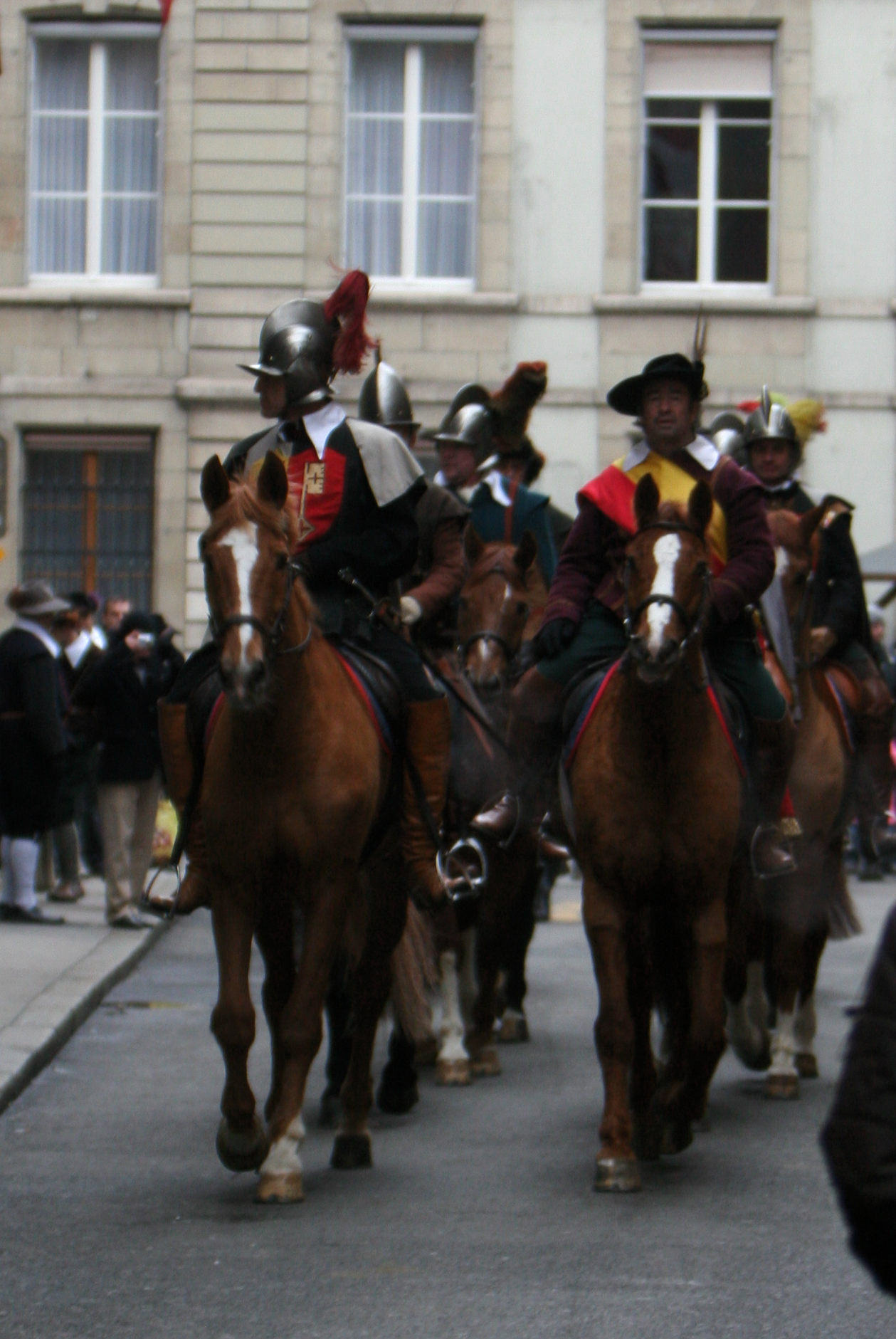
Cavalcade à la rue de l'Hôtel-de-ville.
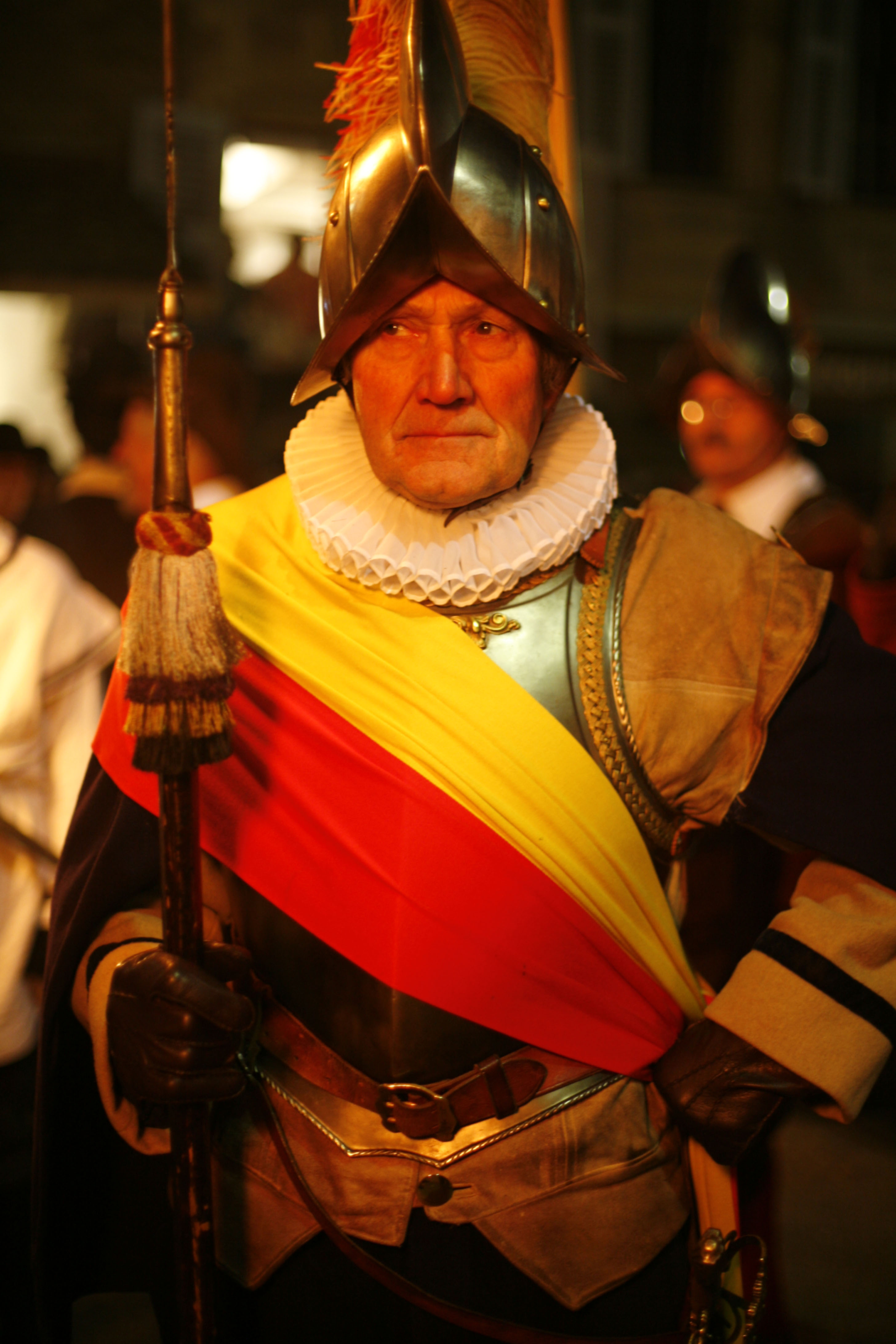
Commandant de la section des Piquiers.

#### Gastronomie

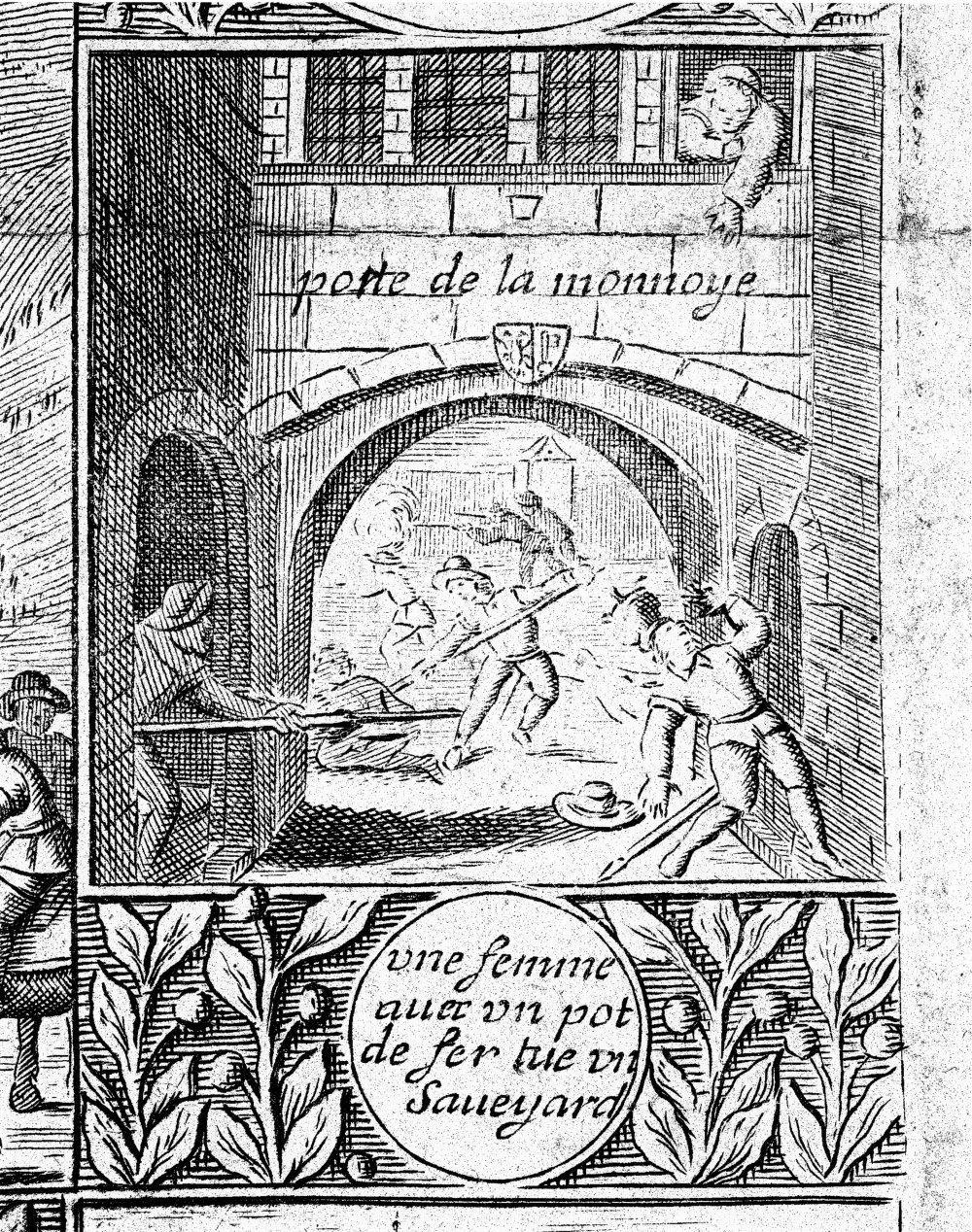
Une femme avec un pot de fer tue un savoyard, gravure sur cuivre de François Diodati, vers 1667.

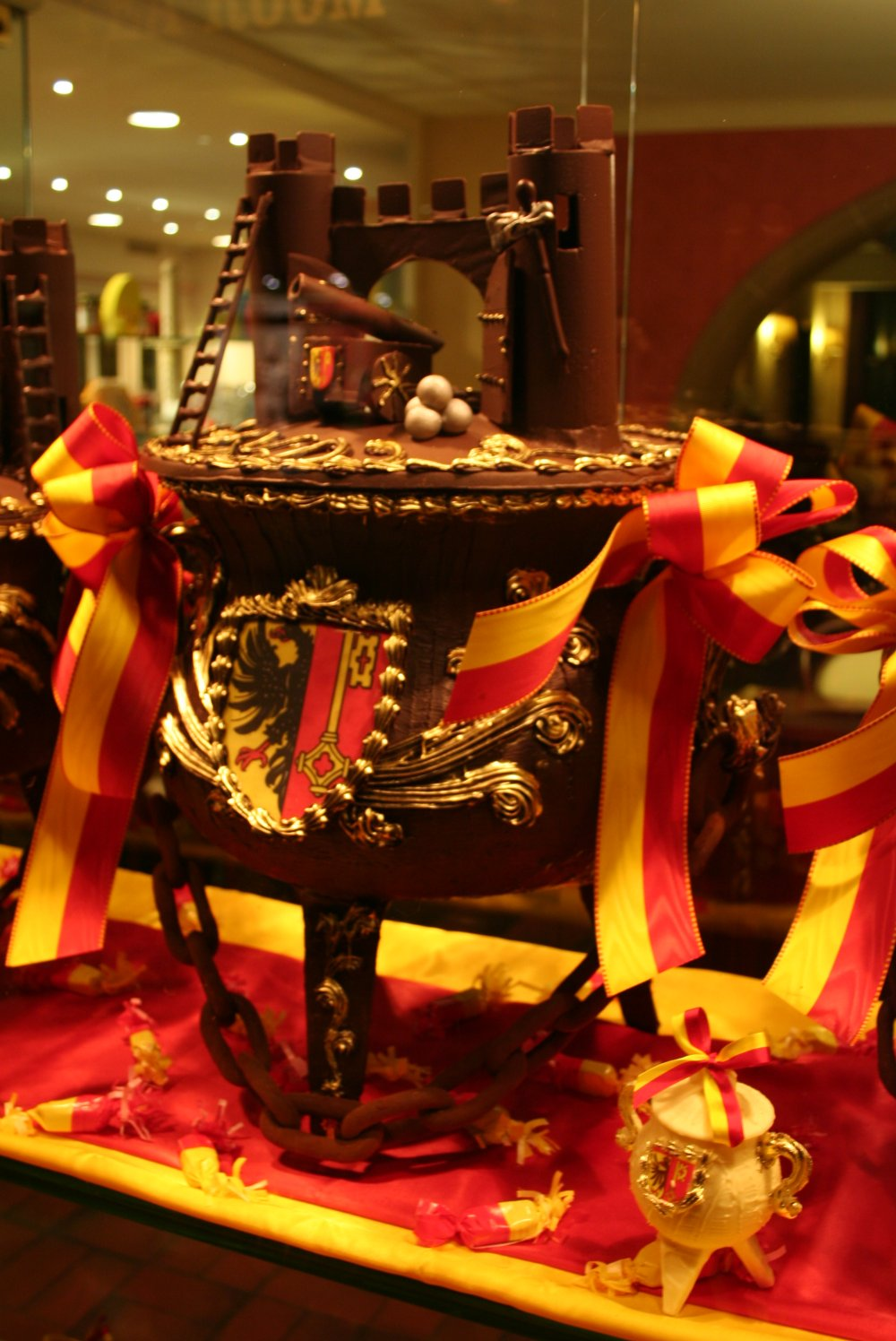
Marmite typique de l'Escalade.

##### Marmite
L'un des symboles les plus connus de cette fête est la Mère Royaume, une mère de famille nombreuse, sexagénaire, d'origine lyonnaise qui, selon la légende, jeta par sa fenêtre, durant la bataille nocturne, une marmite de soupe chaude sur un soldat savoyard passant dans sa rue. De cet épisode est née, à la fin du XIXe siècle (1881), la tradition de la fameuse marmite en nougat, puis en chocolat — remplie de bonbons emballés aux couleurs genevoises, accompagnés de petits pétard et de légumes en massepain. En 2019, les pétards sont supprimés dans les friandises vendues dans certaines grandes surfaces, pour éviter les traces de phtalates contenues dans les produits disponibles, selon les prescriptions européennes. La marmite est traditionnellement brisée, après la récitation de la phrase rituelle : «Et qu’ainsi périssent les ennemis de la République ! », par les mains jointes du benjamin et du doyen de l'assistance.

##### Soupe aux légumes
De même, la traditionnelle soupe aux légumes dégustée à l'occasion de l'Escalade est un souvenir de la Mère Royaume. Elle se compose généralement de carottes, navets, choux, oignons, poireaux, pommes de terre et éventuellement d'un morceau de viande à bouillir ou d'une tranche de lard. (On retrouve d'ailleurs la plupart de ces éléments sous forme de massepain dans la marmite en chocolat.) Si la soupe de la Mère Royaume devait être préparée avec ces mêmes ingrédients (à l'exception des pommes de terre et des carottes, mais avec peut-être des légumineuses), il n'existe cependant aucune recette type de la soupe de l'Escalade.

##### Banquets
La célébration de l'Escalade, depuis le lendemain de l'attaque, a bien souvent été liée à l'assiette. Ainsi au cours du XVIIe siècle, il n'était pas inhabituel d'observer un jeûne en mémoire de l'attaque (le 20 décembre 1602 déjà) ; ces jeûnes pouvaient également être motivés par telle catastrophe ou tel autre massacre de protestants. Entre 1603 et 1606 sont également attestés des banquets donnés en l'honneur des blessés de l'Escalade. À une époque plus proche de la nôtre, l'on retient plus facilement l'aspect festif, la marmite, la soupe et les banquets. Les grandes réunions apparaissent au cours du XVIIIe siècle, puis à partir du milieu du XIXe siècle, avec l'essor du patriotisme national ou/et cantonal, ils se démocratisent davantage. Ils sont alors souvent l'occasion de célébrations mixtes, mêlant évocation solennelle de l'Escalade (par la lecture de récits d'époque), et poésies ou chansons plus légères raillant l'entreprise savoyarde.

### Polémiques autour des célébrations
La célébration de l'Escalade a pris et prend encore bien souvent la forme d'un carnaval au cœur de la Genève protestante ; pourtant, d'essence catholique, le carnaval est interdit depuis la Réforme. Ainsi, très tôt, la victoire militaire de l'Escalade se double de célébrations profanes qui s'enracinent dans les mentalités, en dépit des interdictions et des remontrances des pasteurs. Dans un État où toute fête religieuse est bannie, la commémoration de l'Escalade s'impose très vite et réintroduit la fête à Genève. Deux tendances de célébration vont s'opposer nettement jusqu'à représenter un véritable enjeu social : il y a ceux qui veulent faire de l'Escalade une véritable fête patriotique (digne et grave avec culte, cortège et banquets) et ceux qui entendent célébrer l'Escalade dans la liesse et d'une manière plus proche du carnaval ou du charivari, tradition qui prend sa plus grande ampleur entre 1861 et 1939, avec une interruption pendant la Première Guerre mondiale et une nouvelle interdiction en 1939. Après une résurgence de 1955 à 1960, la fête carnavalesque ouverte aux adultes est définitivement stoppée en 1960 par une ordonnance du Conseil d'État du 17 novembre 1961 n'autorisant les déguisements sur la voie publique qu'aux seuls enfants de moins de douze ans ; l'interdiction est reconduite en 1978. Aujourd'hui l'interdiction existe encore et des autorisations sont accordées au cas par cas, ceci afin d'éviter que des méfaits puissent être commis sous couvert de masques et déguisements.

## Monuments commémoratifs

### Monument de Saint-Gervais
Au cours de l'année 1603, un monument funéraire en calcaire — œuvre de Jean Bogueret — est érigé contre le mur-nord du temple de Saint-Gervais, dans le cimetière paroissial. Cette marque de reconnaissance ne plaît cependant pas beaucoup à la Vénérable Compagnie des Pasteurs qui considère — comme l'avait édicté Jean Calvin — que les sépultures doivent être anonymes. Le Petit-Conseil passera outre l'avis des Pasteurs eu égard au caractère exceptionnel de la situation. Aujourd'hui, et à la suite du percement de la rue Vallin, la plaque épigraphique dont le texte est restitué ci-dessous se trouve sur le mur méridional du temple (depuis 1895), à la rue des Corps-Saints.
| Inscription en latin | Traduction en français |
| --- | --- |
| D.O.M.S. QVORUM INFRA NOMINA SCRIPTA, CORPORA SITA POSTERI NOSTRI, HI DVM INGRESSIS IPSA IN PACE VRBEM HOSTIBVS ET FORTITER ARMA SVA ET SEDVLO MVNIA ALIA PER NE CESSARIO TEMPORE OPPONVNT, GLORIOSO LAVDABILIQVE EXITV PRO REPVB. CEDIDERVNT AD D. XII DECEMB. MDCII QVEIS ICCIRCO PERPETVVM HOC MONVMENTVM AMPLISS. ORDO DECREVIT L.M. | À Dieu très bon, très grand, très saint. Ceux dont les noms sont écrits et dont les corps reposent ci-dessous, ô nos descendants, quand les ennemis s'introduisirent en pleine paix dans notre ville leur opposant bien à propos dans cette extrémité leurs armes courageuses et tous leurs autres moyens de défense, d'une mort glorieuse et honorable sont tombés pour la République le 12 décembre 1602 ; c'est pourquoi le magnifique Petit Conseil a pris plaisir à leur décerner ce monument à perpétuité. |

### Fontaine de L'Escalade

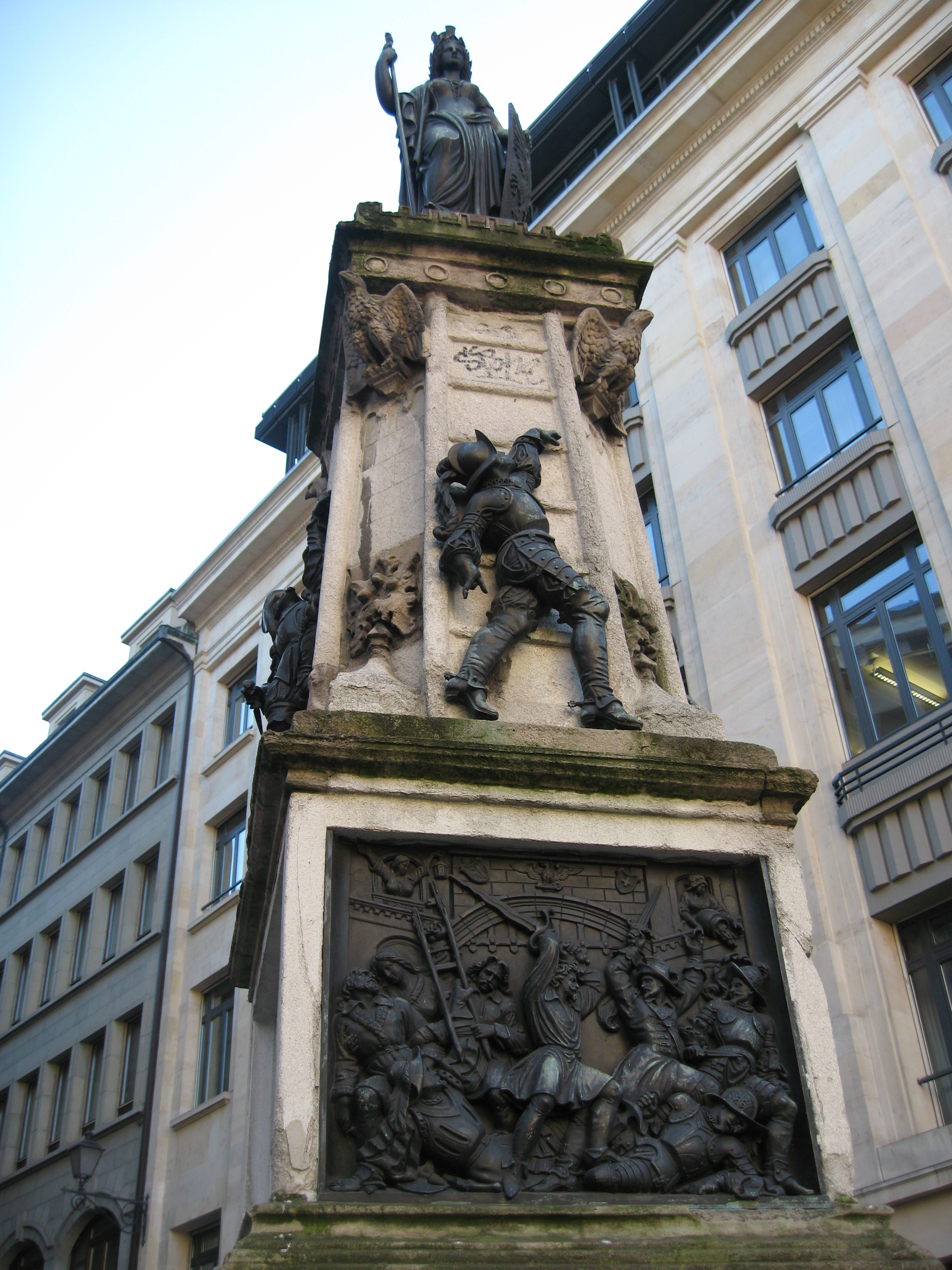
Fontaine de l'Escalade.

Érigée en 1857 par un sculpteur munichois du nom de Johannes Leeb au bas de la rue de la Cité, la Fontaine de l'Escalade représente notamment une scène de combats entre Savoyards et habitants ainsi qu'une scène de prédication du pasteur et théologien Théodore de Bèze. Les noms des victimes genevoises y sont inscrits et une figure allégorique de Genève orne son sommet.
Cette fontaine est souvent baptisée Fontaine de Bel-air par les passants qui ne prêtent guère attention à ses motifs.

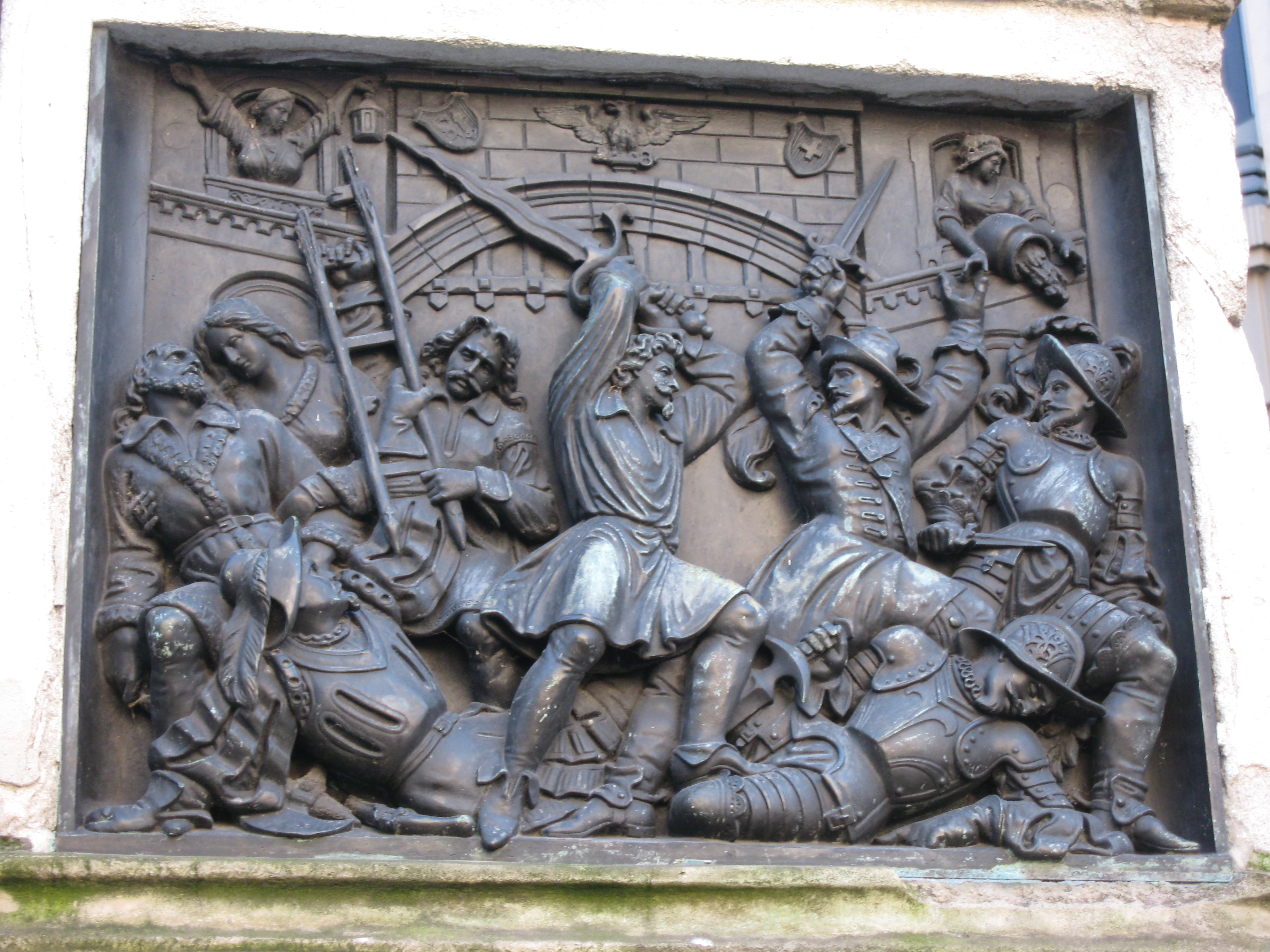
Bas-relief de la Fontaine de l'Escalade : Combat.
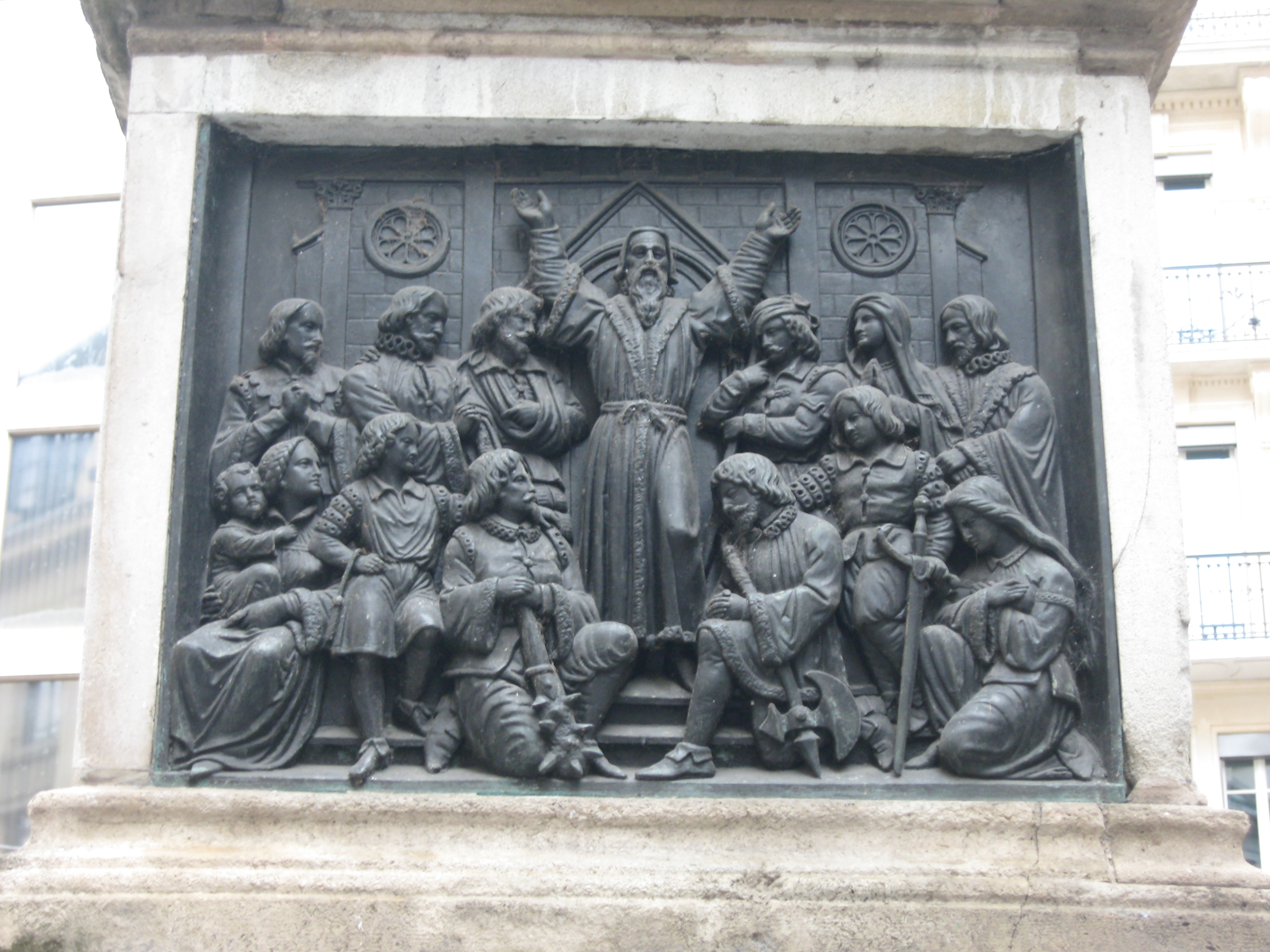
Bas-relief de la Fontaine de l'Escalade : Théodore de Bèze.

### Plaque d'Isaac Mercier

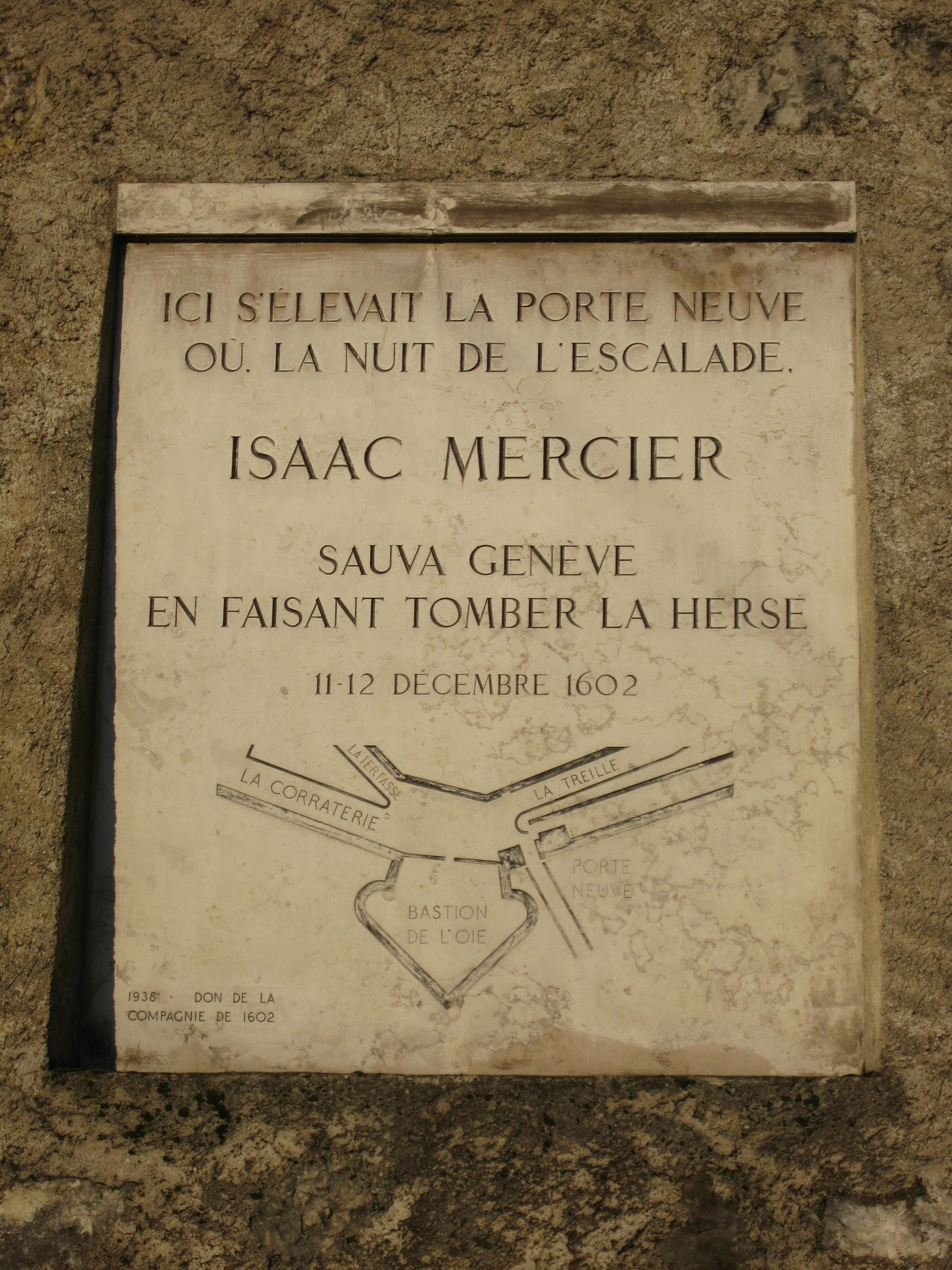
Inscription commémorant l'acte de bravoure d'Isaac Mercier.

Érigée par la volonté de la Compagnie de 1602 en 1938, cette inscription rappelle tout à la fois la topographie des lieux à l'époque de l'Escalade : le tracé du Bastion de l'Oie y est visible ; et l'acte héroïque d'Isaac Mercier.

### Tour de l'Escalade

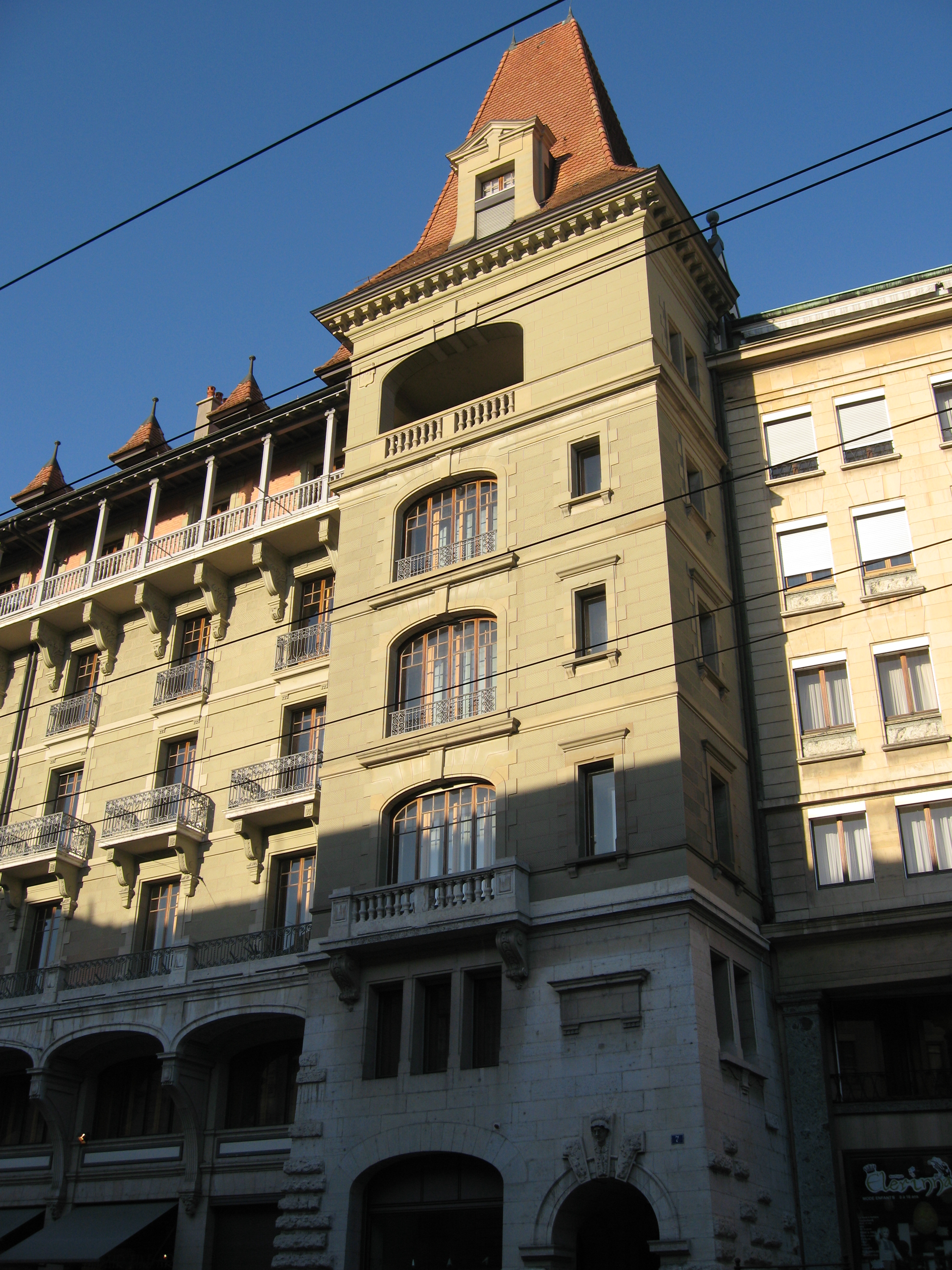
Emplacement de l'ancienne Tour de l'Escalade.

Jusqu'en 1903, la Tour Thelusson - appartenant à l'ancien système de fortifications voulu par l'évêque Guillaume de Marcossey au XIVe siècle - se dressait à la rue de la Corraterie. Détruite, cette tour a été remplacée par un bâtiment moderne qui garde cependant un aspect ancien. C'est au pied de cette tour que l'effort de l'ennemi fut le plus intense ; à côté d'elle se trouvait la demeure des époux Piaget et un passage qui permettait de gagner l'intérieur de la ville. C'est cet endroit que les Savoyards choisirent d'attaquer tout particulièrement causant la mort de plusieurs Genevois. Par tradition, après 1602, on nomma cette tour du nom de l'attaque savoyarde : Tour de l'Escalade.
Aujourd'hui, au pied du bâtiment comprenant cette tour, deux têtes sculptées représentent une femme - Dame Piaget ou Mère Royaume? - et un Savoyard coiffé d'un pot.

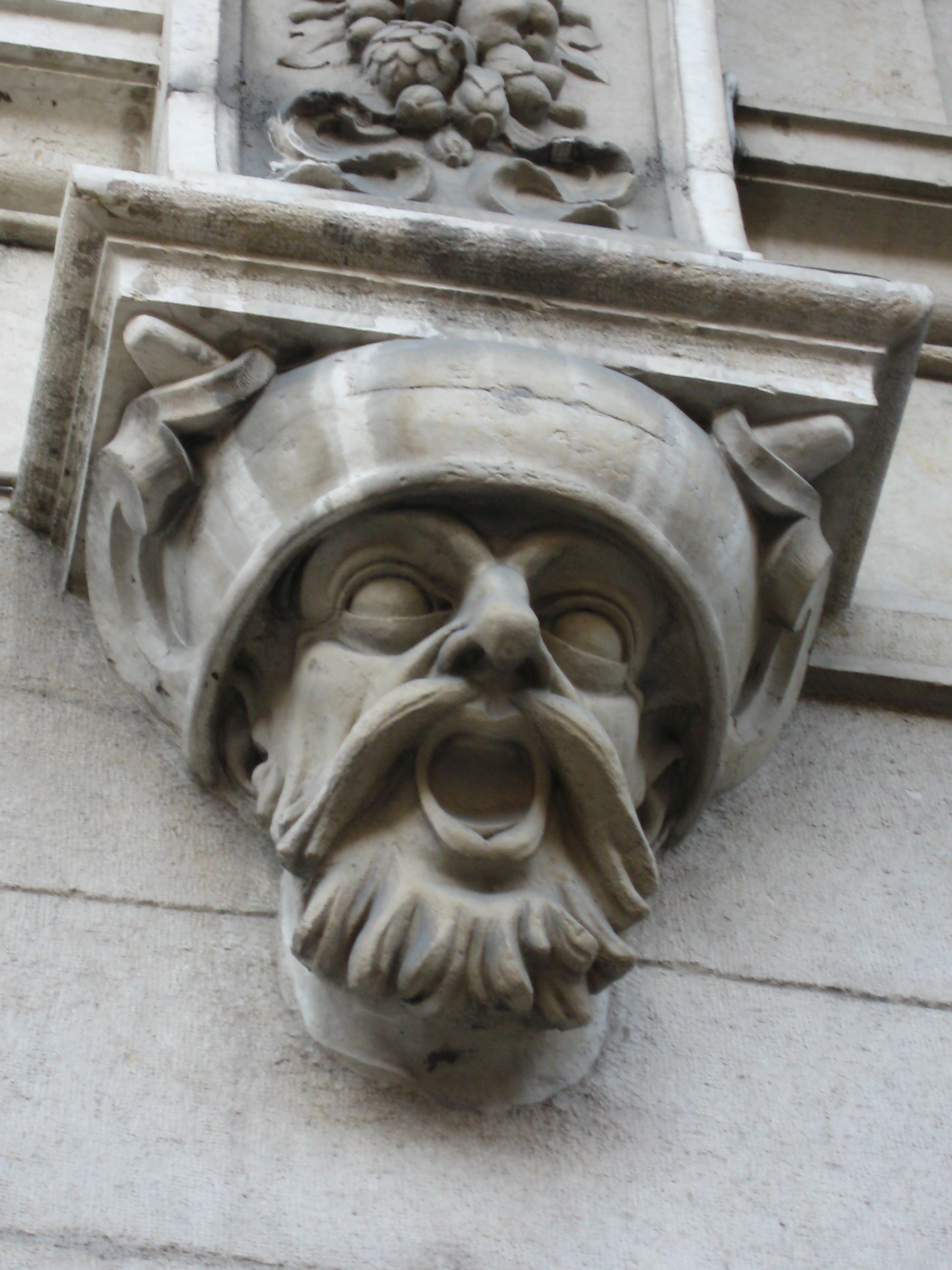
Savoyard coiffé d'un pot.
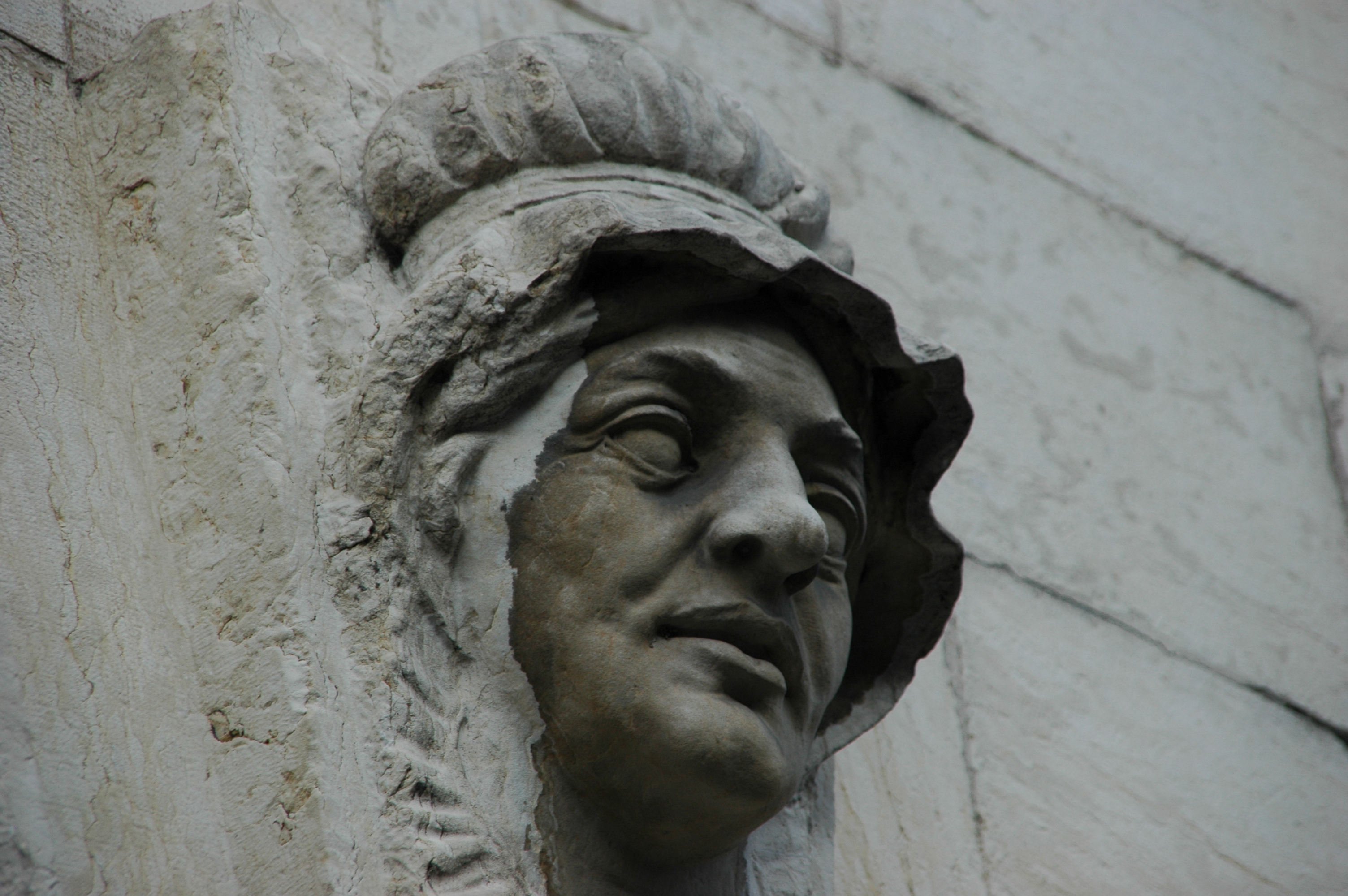
Haut-relief représentant Dame Piaget (ou Mère Royaume) à la Corraterie

### Divers

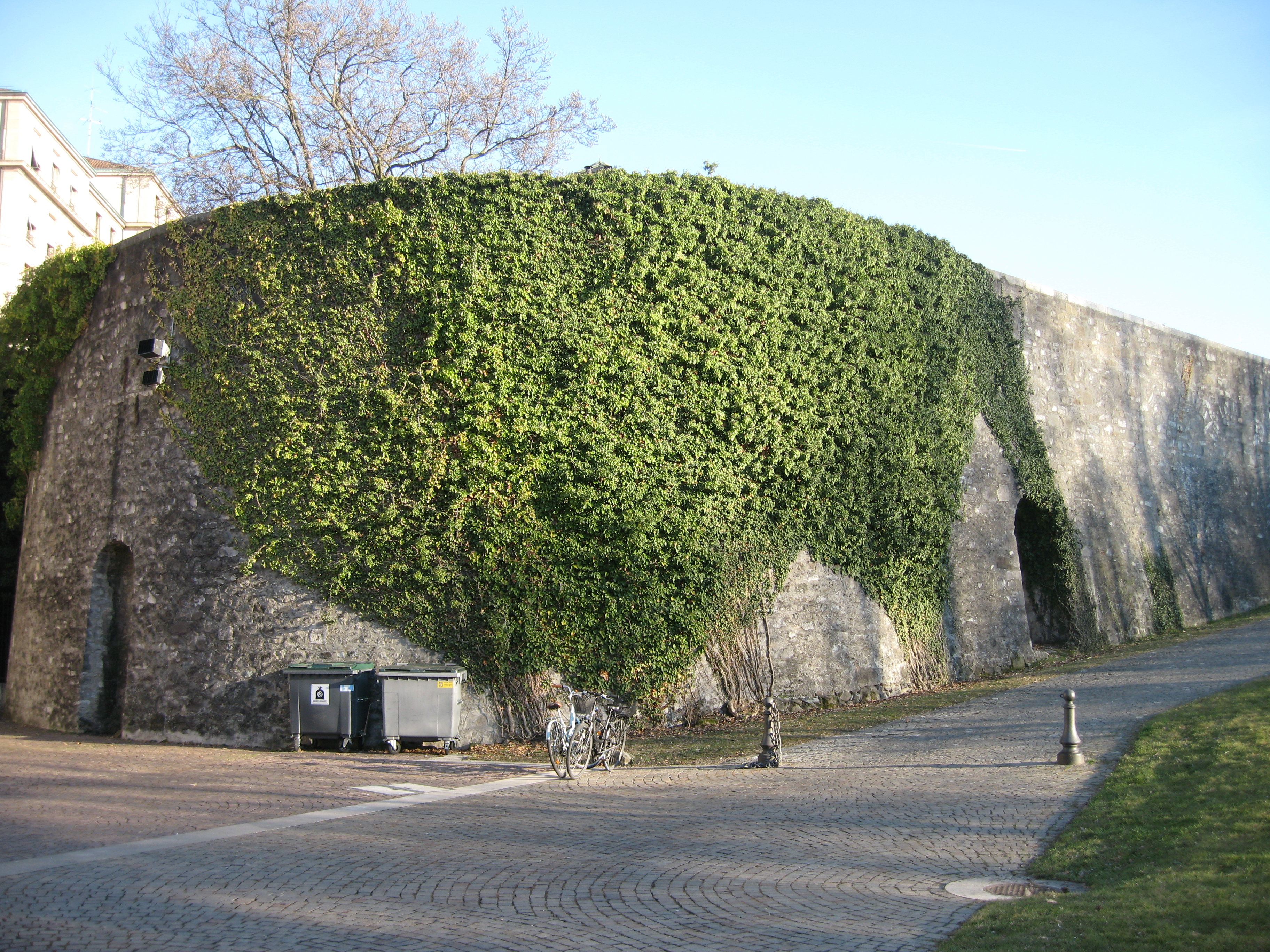
Bastion de Saint-Léger, vu depuis le Parc des Bastions.

On citera encore le carillon du passage Malbuisson (galerie marchande reliant la rue du Marché à la rue du Rhône, non loin du Molard). En 1962, pour les 360 ans de l'Escalade, la maison horlogère Longines offre cette horloge animée montrant 41 personnages en bronze de 35 cm de haut reconstituant ainsi un mini-cortège. Cet ouvrage d'art représente 2000 heures de travail, mesure 3 m de haut, 4,25 m de large et pèse environ 1 500 kg. Les mélodies ont été adaptées par l'ancien organiste titulaire de la Cathédrale Saint-Pierre, Pierre Segond (de 1942 à 1994),
La petite plaque discrète en l'honneur de Jean Canal offerte en 1929 par la Tribune de Genève pour son 50e anniversaire qui est apposée à l’endroit où le syndic périt l'arme à la main : c'est-à-dire dans la descente de la rue de la Tertasse.
En outre, çà et là, différents bâtiments ou éléments architecturaux datent encore de l'époque de l'Escalade. Parmi les plus remarquables, quelques vestiges de fortifications. Sous la promenade Saint-Antoine, un pan entier des fortifications (environ 100 m) de la Réforme (XVIe siècle) a été découvert lors des travaux de construction du parking en 1993–1995. Au Parc des Bastions, deux anciens bastions subsistent : le bastion Mirond (ou Calabri) et le bastion Saint-Léger (ou Cavalier), tous deux contemporains de l'Escalade. Sur le Rhône, l'île Rousseau, autrefois appelée île aux Barques, est un élément défensif construit en 1583 par Nicolas Bogueret, future victime de l'Escalade. Bogueret sera également l'architecte, avec son frère Jean, de la rampe cavalière de l'Hôtel-de-ville.

## Compagnie de 1602
En 1898, un groupe de citoyens fonde l'Association patriotique genevoise pour la rénovation de l'Escalade, rebaptisée en 1926 sous le nom de Compagnie de 1602. Cette association se donne pour tâche de maintenir à la commémoration de l'Escalade « le caractère de dignité patriotique qui lui sied et de stimuler le zèle de tous ceux qui veulent conserver les nobles traditions du passé ». C'est elle qui, depuis sa création, organise le Cortège de la Proclamation et les animations costumées en vieille-ville.

## Course de l'Escalade

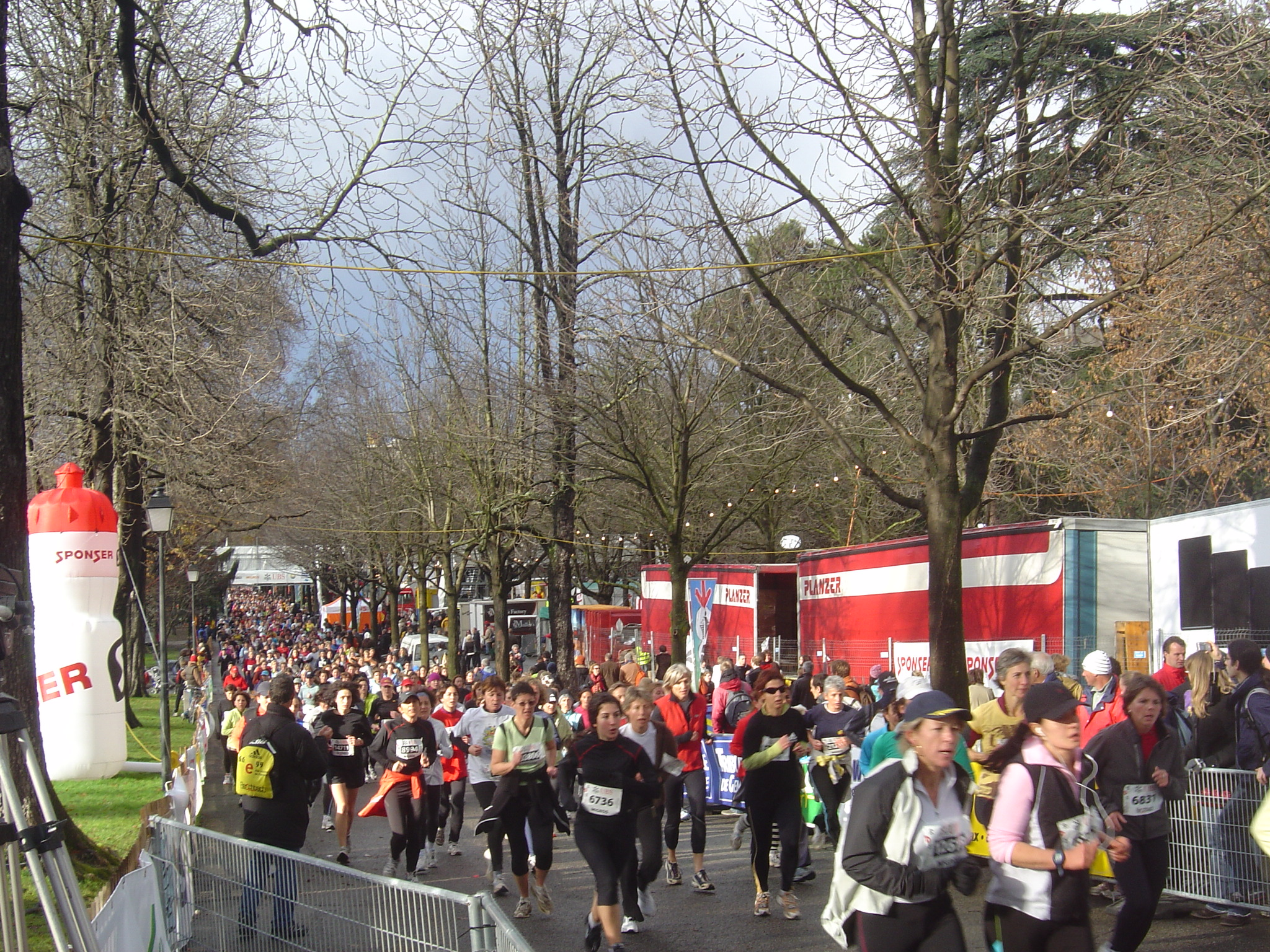
Course de l'Escalade 2008.

En marge des commémorations solennelles se déroule, depuis 1977, durant le week-end précédant le traditionnel Cortège historique, une course pédestre populaire à travers la vieille-ville. Lors de la première édition de la Course de l'Escalade, le nombre de coureurs déguisés est quasi inexistant, la tradition du déguisement ne s'imposant que très progressivement. Ce n'est qu'en 1985 que le déguisement est reconnu, avant d'être institutionnalisé en 1991 par la création de l'épreuve dite de « La Marmite ».
Depuis 2002, à l'occasion du 400e anniversaire de l'Escalade et de la 25e édition de la course, il a été également créé une course commémorative, la Course du Duc ; cette épreuve a lieu tous les cinq ans et son parcours suit plus ou moins fidèlement, de Reignier à Genève, le parcours emprunté par les troupes savoyardes.
On peut raisonnablement penser que la course de l'Escalade est, et d'une certaine manière reste, un moyen de contourner l'interdit officiel de 1960, car l'épreuve prolonge de manière inattendue et originale le long conflit ayant opposé depuis le XVIIe siècle les défenseurs de la commémoration solennelle et ceux de la fête humoristique. En 1977 , la création de la course de l'Escalade et la volonté de ses organisateurs de la voir se dérouler le même jour que le Cortège historique sont ressenties par la Compagnie de 1602 comme une tentative de remise en question des valeurs traditionnelles. Aujourd'hui, la Course et le Cortège ont trouvé leur place respective et leur public — qui est souvent le même ; et les dissensions entre les deux entités sont oubliées. Finalement, c'est donc la population genevoise qui fête l'Escalade, déterminant quel genre de célébration elle désire et légitimant tout à la fois la fête déguisée et sportive d'un côté et la tradition patriotique de l'autre.
De nos jours, la Course de l'Escalade constitue le plus grand événement du genre en Suisse, avec pas loin de 40 000 coureurs classés. Le Cortège de la Proclamation de son côté n'attire pas moins de 80 000 personnes.

## Expositions
Nicolas Schaetti et Compagnie de 1602, La nuit de l'Escalade : guide de visite, accrochage, couloir des Coups d’œil, promenade des Bastions, 29 novembre 2021 au 8 janvier 2022, Genève, Bibliothèque de Genève, 2021, 133 p. (lire en ligne)

#### Monographies
- Louis Blondel, Les Blessés de l'Escalade, Genève, 1924.
- Paul-F. Geisendorf, L'Escalade de Genève — 1602 : histoire et tradition, A. Jullien, Genève, 1952.
- Albert E. Roussy, Ce fut l'a mil six cent et deux... Récit d'Escalade, illustré par Ed. Elzingre, Édition de la Coulouvrenière Genève, 1952.
- Pierre Morath & Philippe Longchamp, La Course de l'Escalade : miroir de son temps, héritière des siècles, Cabédita, Yens s./Morges, Saint-Gingolph, 2002.
- Simon Goulart (?), Vray discours de la miraculeuse délivrance envoyée de Dieu à la ville de Genève, le 12e jour de décembre, 1602, Genève, 1603.
- Corinne Walker, avec la collaboration de Dominique Zumkeller, "La Mère Royaume. Figures d'une héroïne, XVIIe – XXIe siècle", Georg et Société d'histoire de la Suisse romande, Genève, 2002.
- Jean Wuest, L'Escalade : Histoire de la miraculeuse délivrance de Genève 11-12 décembre 1602, Genève, 1973.
- Exem, Pas d'Escalade pour le Duc, Genève, 1987.
- François Walter, UNE HISTOIRE DE LA SUISSE, Alphil, Neuchâtel, 2002.

#### Articles
- Guillaume Fatio, « L'Escalade patriotique », in Anniversaire de l'Escalade, Compagnie de 1602, Genève, 1927.
- Jean-Pierre Ferrier, « Histoire de la fête de l'Escalade », in L'Escalade de Genève — 1602 : histoire et tradition. Jullien Éd., Genève, 1952, p. 489-530.
- Richard Gaudet-Blavignac, « Escalade, cortèges, proclamation et Compagnie de 1602 », in Genava, tome 50, 2002, p. 219-244.
- Bernard Lescaze, « Escalade et coutumes de table : de quand date la marmite en chocolat ? », in Revue du vieux Genève., no 21, 1991, p. 92-96.
- Gustave Maunoir, « La Compagnie de 1602 et les fêtes de l'Escalade », in Anniversaire de l'Escalade, Compagnie de 1602, Genève, 1929.